# Cuivre
Pour les articles homonymes, voir Cu, Cuivre (homonymie) et Cuivré.
Le cuivre est l'élément chimique de numéro atomique 29, de symbole Cu. Le corps simple cuivre est un métal.

## Généralités et corps simple
Le cuivre est un élément du groupe 11, de la période 4, un élément du bloc d métal de transition chalcophile.
Dans le tableau périodique des éléments, le cuivre est de la même famille que l'argent et l'or, parce que tous possèdent une orbitale s occupée par un seul électron sur des sous-couches p et d totalement remplies, ce qui permet la formation de liaisons métalliques (configuration électronique Ar 3d10 4s1). Les trois métaux de ce « groupe du cuivre » ont un caractère de noblesse et de rareté accru, du cuivre semi-noble à l'or véritablement noble, le premier caractère s'expliquant par leur rayon atomique faible et leur compacité d'empilement atomique, leur potentiel d'ionisation plus important à cause des sous-couches d, leur point de fusion relativement élevé et leur faible réactivité ou relative inertie chimique.
Naturellement présent dans la croûte terrestre, le cuivre (à faible dose) est essentiel au développement de toute forme de vie. Il est majoritairement utilisé par l'Homme sous forme de métal. Le cuivre pur est un des seuls métaux colorés avec l'or et le césium. Il présente sur ses surfaces fraîches une teinte ou un éclat métallique rose saumon : ce « métal rouge » apprécié en orfèvrerie et en bijouterie, par exemple comme support de pièces émaillés ou émaux rares, était dédié à la déesse de la beauté Aphrodite et aux artistes. On le désigne parfois sous le nom de cuivre rouge par opposition aux laitons (alliages de cuivre et de zinc) improprement nommés « cuivre jaune ». Métal ductile, il possède des conductivités électrique et thermique particulièrement élevées qui lui confèrent des usages variés. Il intervient également comme matériau de construction et entre dans la composition de nombreux alliages, les cupro-alliages.
Le cuivre, aujourd'hui métal usuel, est le plus ancien métal utilisé par l’Homme. Le point de fusion n'est pas trop élevé, et la facilité de réduction de l'oxyde de cuivre, souvent par un simple feu de bois, est remarquable.
Les plus anciennes traces de fusion du cuivre dans des fours à vent ont été découvertes dans le plateau iranien sur le site archéologique de Sialk III daté de la première moitié du Ve millénaire av. J.-C. — il y a donc près de sept mille ans. Il y a 6 000 ans l'extraction de minerai pour en tirer du cuivre est commune en quelques endroits de l'Eurasie et de l'Afrique, à l'instar de la malachite du Sinai pour l'Égypte antique dont les mines sont exploitées vers 4500 av. J.-C.

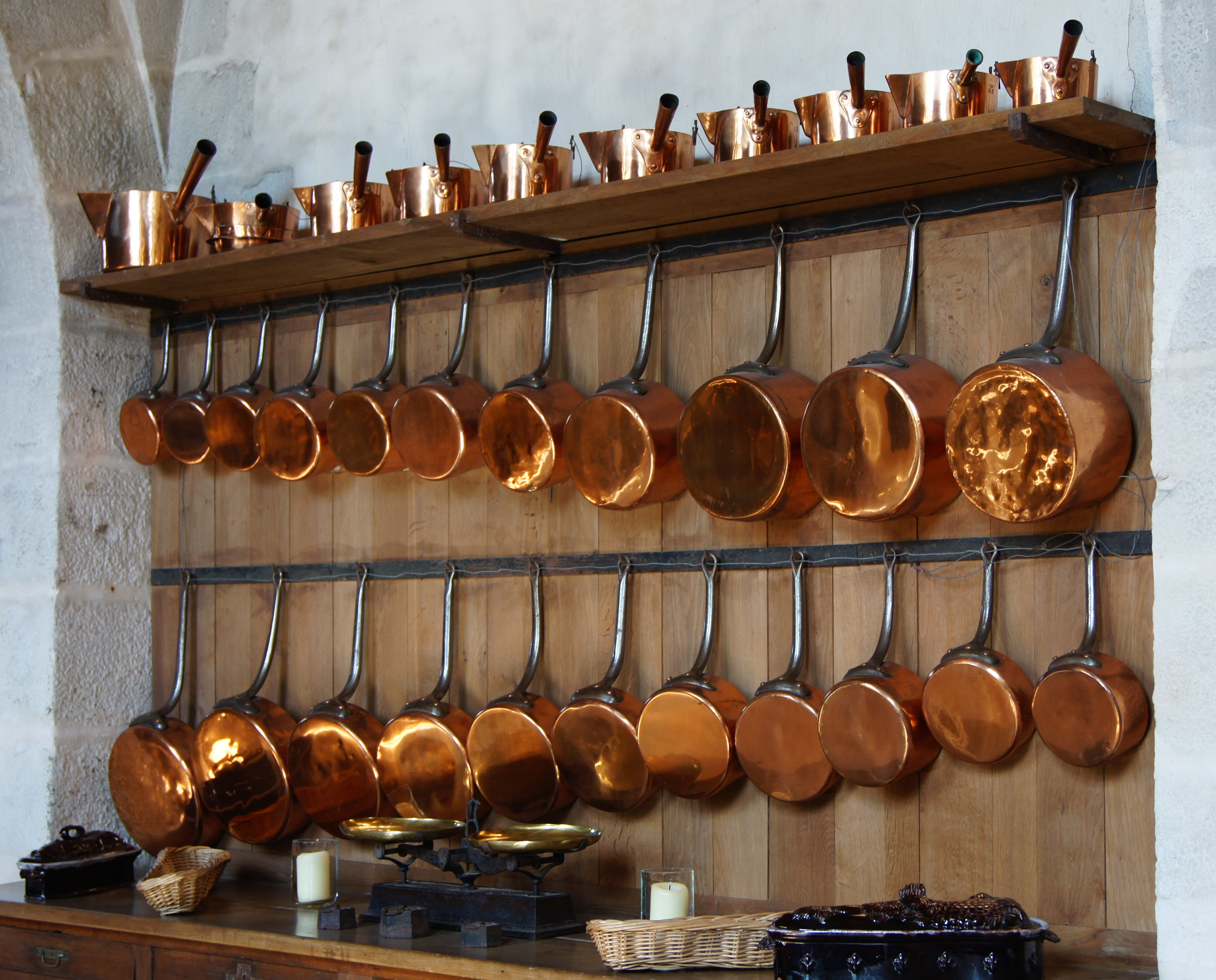
Panoplie de casseroles en cuivre.

L'histoire méditerranéenne antique du cuivre est intimement liée à l'île de Chypre qui se nomme tardivement en grec ancien Κύπρος / Kýpros : c'est en effet sur cette île que furent exploitées les mines de cuivre et cuivre natif, qui permirent à des civilisations humaines méconnues de prospérer, bien avant les civilisations minoenne, mycénienne et phénicienne. Ces diverses civilisations issues de Méditerranée orientale organisèrent le commerce antique du métal rouge en Méditerranée, si bien que les Romains l’appelèrent d'une manière générique le cuivre et divers alliages aes cyprium (littéralement « métal de Chypre »), cyprium (du grec ancien Κύπρος / Kýpros) désignant l'île. Le terme s'est transformé au fil du temps pour devenir « cuprum » en latin pour donner le mot « cuivre » en français.
Allié principalement à l’étain et parfois à d'autres métaux, il donne lieu à une révolution technologique, « l'âge du bronze », aux alentours de 2 300 ans avant notre ère. Les bronzes sont plus durs, plus aisément fusibles et aptes à être coulés dans un moule, plus résistants à la corrosion atmosphérique que le cuivre natif ou purifié. La fabrication d'ustensiles et d'armes, d'objets d'art et de statues massives, de cloches ou clochettes, de timbres ou cymbales, de chandeliers ou de grands vases éventuellement sacrés ou d'offrandes, de médailles et de monnaie peut se développer. La maîtrise de cette matière métallique alliée est telle qu'elle permet l'érection du colosse de Rhodes, une statue-phare de Helios-Apollon de 32 m de haut au IIIe siècle av. J.-C.
Une série d'articles de la revue Science en avril 1996, de nature transdisciplinaire, regroupant des équipes d'historiens, d'archéologues, de physico-chimistes et de glaciologues, a permis de replacer globalement en rapport avec les variations de production artisanale et proto-industrielle, des mesures par analyse spectrométrique de particules et poussières de cuivre métal et ses dérivés, piégées dans les échantillons de glaces extraits de la calotte glaciaire du Groenland. Les pics historiques de production de cuivre, par exemple l'introduction de la monnaie, les guerres de la République et de l'Empire Romain, l'ouverture de mine suédoise de Falun ont pu être grossièrement retrouvés, en prenant une base à -5000 av. J.-C. et en considérant des pertes atmosphériques de l'ordre de 15 % au début de la métallurgie généralisée dans l'œkoumène vers -2500 av. J.-C., réduite seulement à 0,25 % vers 1750 par le progrès des procédés chimiques. La production annuelle mondiale de cuivre, stimulé par le monnayage, aurait atteint un sommet longtemps inégalé de 15 kt au début du Ier siècle de l'ère chrétienne. Le chiffre moyen de la production annuelle de cuivre estimée bon an mal an en Europe occidentale et centrale de la fin de l'Empire Romain à l'aube du XVIIIe siècle est de l'ordre de 2 kt par ce biais. L'essor de la métallurgie chinoise permettrait de justifier une production de 13 kt/an au XIIe siècle et XIIIe siècle.
Les adjectifs « cuivreux » et « cuprifère » qualifient de manière générique les matériaux à base de cuivre ou la matière contenant du cuivre. Le premier adjectif reste ambigu dans un emploi étendu, puisqu'il désigne précisément pour les chimistes le cuivre au degré d'oxydation (I), alors que le second est employé de manière courante, en particulier en géosciences.
L'adjectif « cuivrique », outre un sens étendu analogue à « cuivreux », désignait surtout l'état d'oxydation II du cuivre le plus commun, surtout en solution aqueuse. Les adjectifs « cuprique » et « cupreux » sont les équivalents savants de cuivrique et cuivreux. Le radical latin cupro- ou cupr- désignant le cuivre se retrouve dans de nombreuses appellations techniques ou chimiques.

## Isotopes
Le cuivre possède 29 isotopes connus, de nombre de masse variant de 52 à 80, ainsi que sept isomères nucléaires. Parmi ces isotopes, deux sont stables, 63Cu et 65Cu, et constituent l'ensemble du cuivre naturel dans une proportion d'environ 70/30. Ils possèdent tous les deux un spin nucléaire de 3/2. La masse atomique standard du cuivre est de 63,546(3) u.
Les 27 autres isotopes sont radioactifs et ne sont produits qu’artificiellement. Le plus stable des radioisotopes d'entre eux est 67Cu avec une demi-vie de 61,83 heures. Le moins stable est 54Cu avec une demi-vie d'environ 75 ns. La plupart des autres ont une demi-vie inférieure à une minute.

## Occurrences dans les milieux naturels, minéralogie et géologie, gîtes et gisements
Le cuivre est un élément dont le clarke s'élève à 55 à 70 g/t. Il est parfois abondant en certains sites miniers.
Le cuivre est un des rares métaux qui existent à l'état natif, ce qui en a fait l'un des premiers métaux utilisés par les humains. Il apparaît cependant majoritairement dans des minéraux, en particulier sous forme de sulfure, du fait de son caractère chalcophile (attirance pour l'élément soufre).
À l'état natif, il se présente comme un polycristal de structure cubique à faces centrées. Il se trouve aussi parfois sous la forme d'un monocristal, le plus grand mesurant environ 4,4 × 3,2 × 3,2 cm. Les cristaux bien formés sont rares. Dans les quelques sites où il peut être observé (son occurrence à l'état natif est faible), il se trouve sous forme de fils dentritiques, d'assemblages de feuilles ou de recouvrements d'imprégnation plus ou moins massifs. Au Néolithique, le métal ainsi récupéré était ensuite facilement mis en forme par un léger martelage.

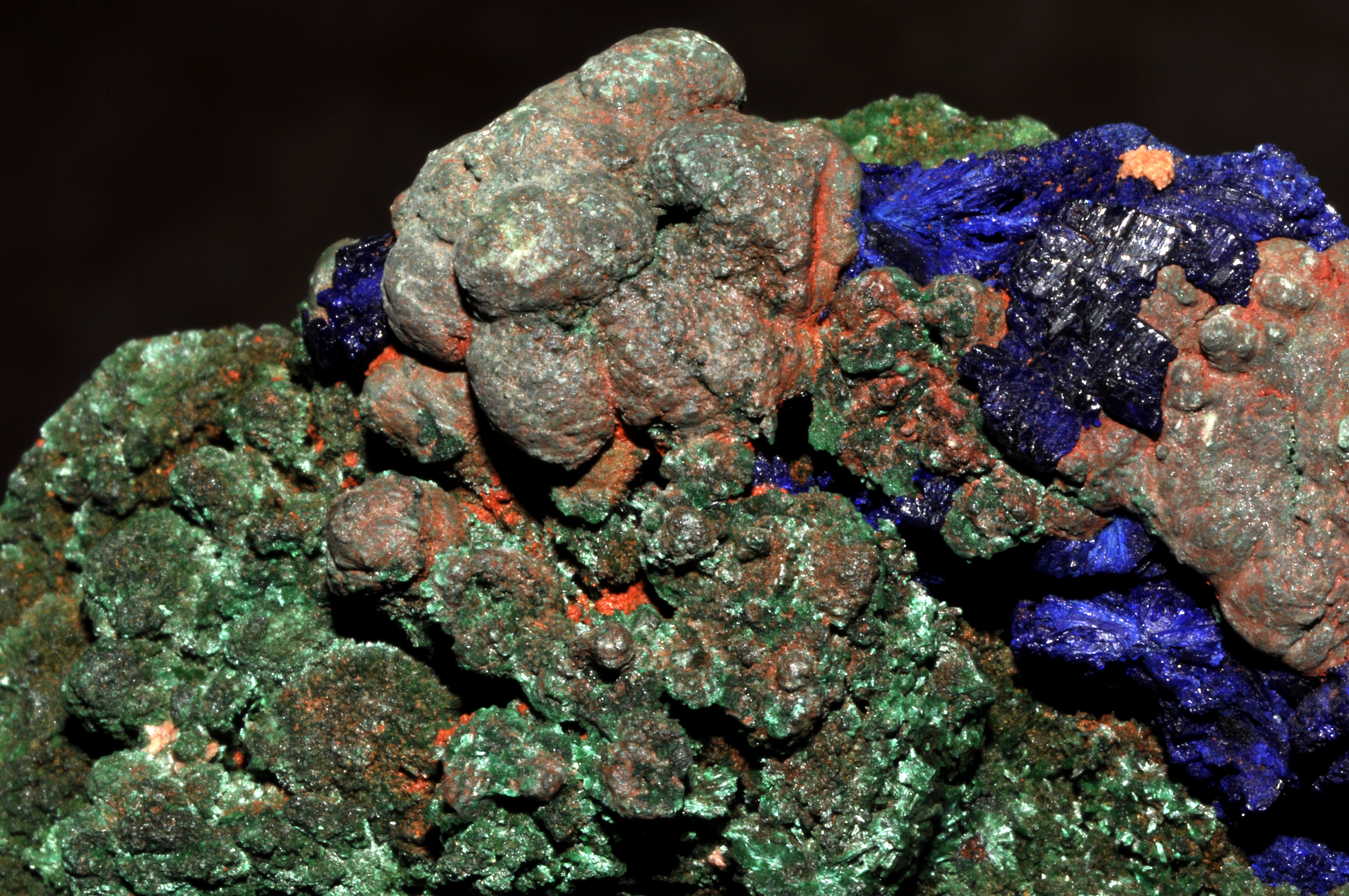
Cristaux d'azurite et de malachite sur cuivre natif.

Sous forme minérale, le cuivre apparaît le plus fréquemment sous forme de sulfure ou de sulfosel dans des minéraux comme la chalcopyrite (CuFeS2), la bornite (Cu5FeS4), la cubanite (CuFe2S3) et surtout la covelline (CuS) et la chalcosine (Cu2S). Il se trouve également dans des carbonates tels que l'azurite (Cu3(CO3)2(OH)2) et la  malachite (Cu2CO3(OH)2), ainsi que dans un oxyde, la cuprite (Cu2O).
Les minéraux contenant l'élément cuivre ont souvent un bel aspect coloré, à l'instar de la pierre d'Eilat.

### Cuivre natif
Les gisements de cuivre natif attestent le plus souvent d'un hydrothermalisme très actif et de roches magmatiques basiques.
On trouve le cuivre natif :

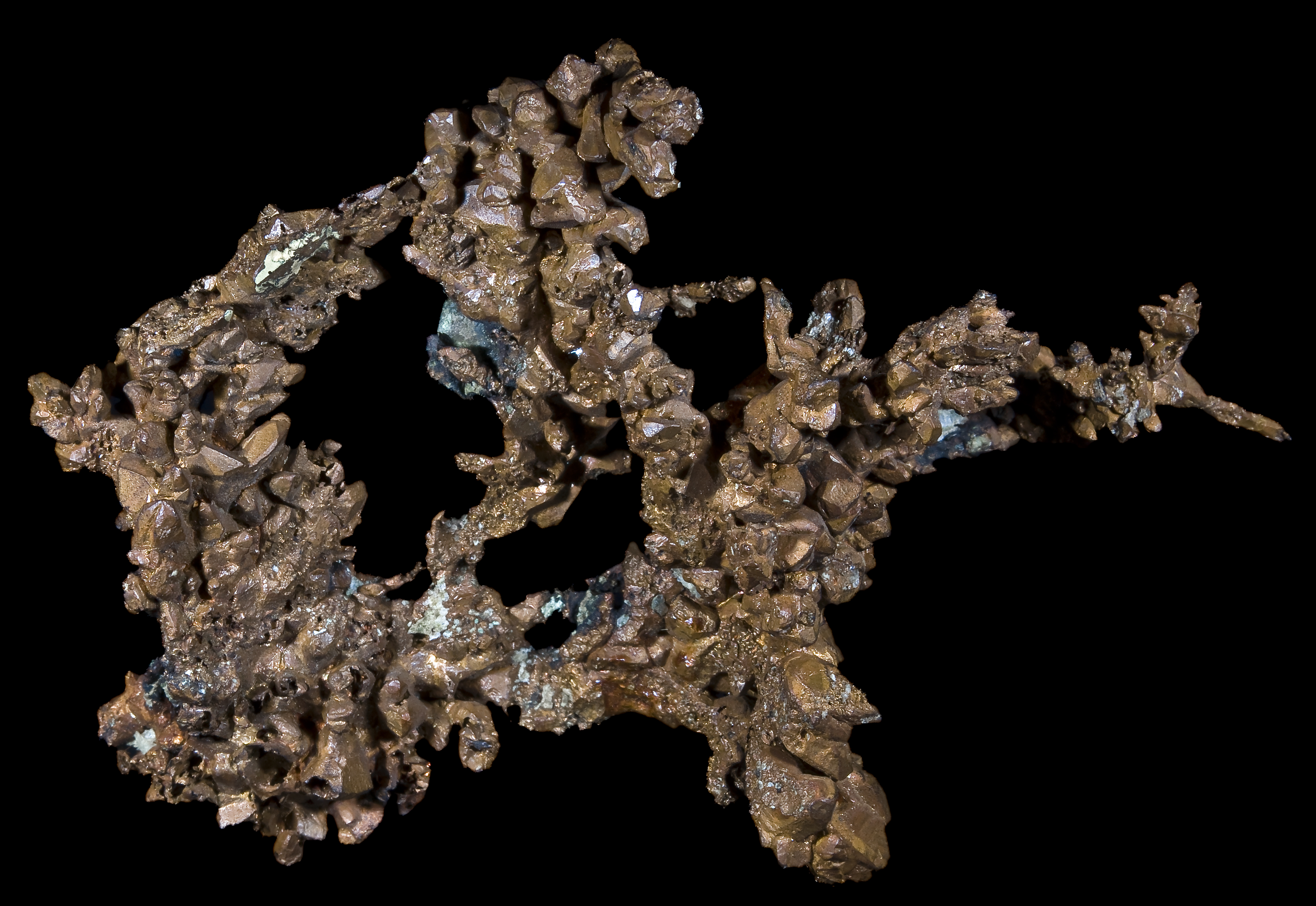
Cristaux de cuivre natif de.

- dans des zones poreuses des basaltes : les réactions entre solution hydrothermale et minerais ferrifères génèrent le cuivre des principaux gisements de ce minéral. Dans la presqu'île de Keweenaw aux États-Unis, les couches de basalte alternent avec des grès et des conglomérats, les cavités sont emplies par le cuivre associé à la calcite, l'épidote, des minéraux cuprifères, des zéolites, un peu d'argent ; d'importantes masses de cuivre natif jusqu'à environ 500 000 kg y ont été rencontrées, en particulier dans l'État du Michigan, où les géologues estiment parmi des amas de forte puissance au bord du lac Supérieur un bloc à caractère fractal interne et externe au moins à 420 kg de cuivre ;
- dans des grès et des schistes, où le cuivre était probablement d'origine hydrothermale ;
- en petites quantités dans les météorites[c].

Quelques gisements remarquables de cuivre natif sont :
- en Bolivie : Coro-Coro, Province de Pacajes, Département de La Paz[15] ;
- au Canada : Rouyn-Noranda, Mine Normandie, Saint-Joseph-de-Coleraine, Les Appalaches RCM, Chaudière-Appalaches, Québec[16] ;
- aux États-Unis : Presqu'île de Keenawa, et Lac –Supérieur, Comté de Keweenaw, Michigan[17] ;
- en France :
  - Les Clausis, Saint-Véran, Hautes-Alpes[18],
  - Pélites Permiennes du Dôme de Barrot, Alpes-Maritimes,
  - Chessy, Rhône[19],
  - Saint-Jean-de-Jeannes, Mont Roc, et le Burc, Tarn[20] ;
- en Pologne : Bassin de Lubin (Basse-Silésie).

### Minéraux

#### Sulfures
- La chalcopyrite : CuFeS2 : (Cu2S, Fe2S3).
- La bornite : Cu5FeS4 : (5Cu2S, Fe2S3).
- La covelline ou covellite: CuS.
- La chalcocite : α Cu2S.

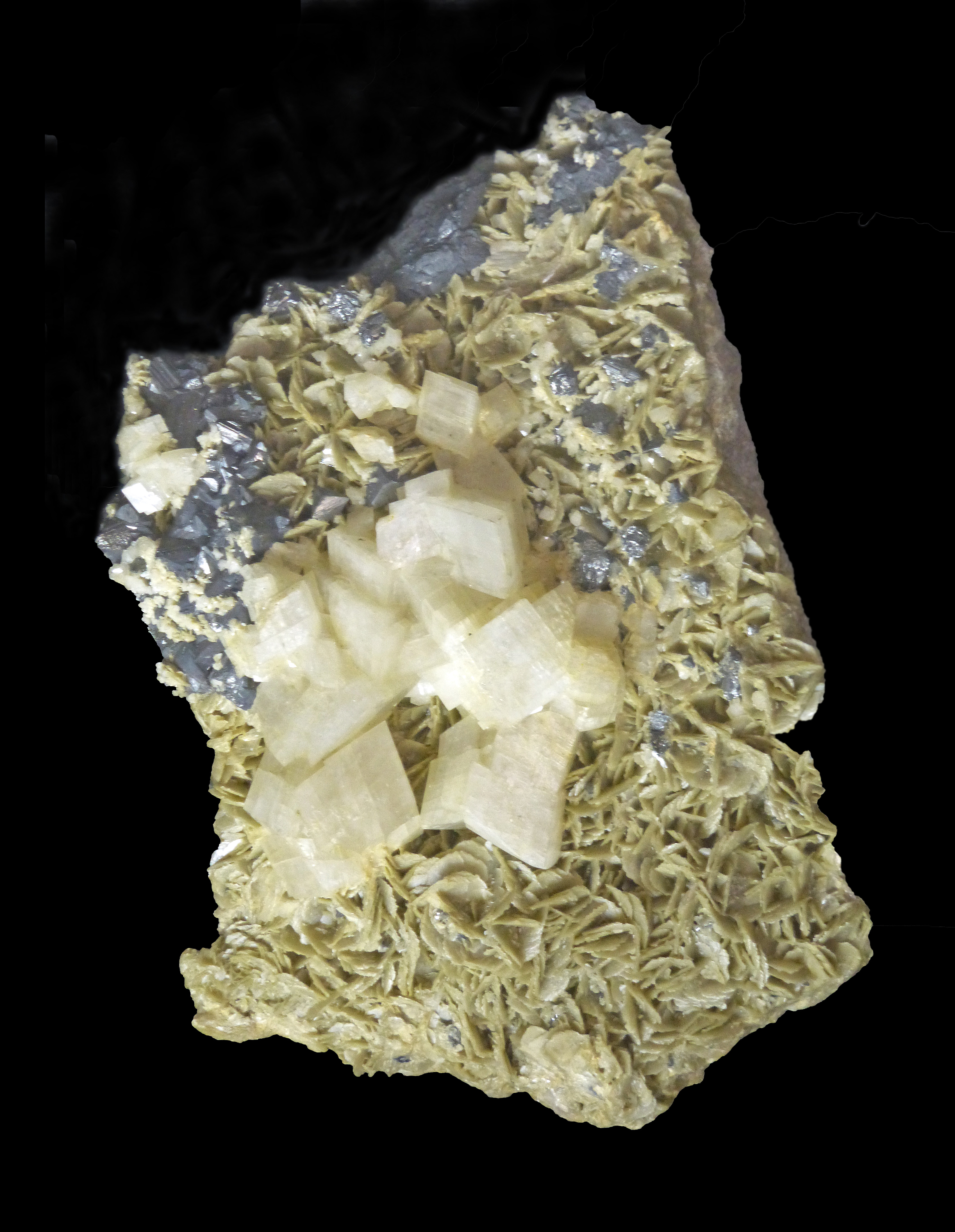
Cuivre gris, extrait de la mine alsacienne d'Urbeis.

- La carrollite : Cu (Co,Ni)2S4.
- La stannite : Cu2FeSnS4.
- La germanite : Cu13Fe2Ge2S16.
- La kësterite : Cu2 (Zn,Fe)Sn S4.

#### Cuivres gris
Les cuivres gris sont des sulfures complexes où le cuivre accompagne l'arsenic et/ou l'antimoine… Ainsi la tennantite, la tétraédrite, la freibergite.

#### Sulfo-sel
- L’énargite : Cu3AsS4 ou (3Cu2S, As2S5).
- La ménéghinite : Pb13CuSb7S24.
- La lengenbachite : (Ag,Cu)2Pb6As4S13.

#### Oxydes
Le cuivre s'oxyde :
- ion cuivreux Cu+, ou ion Cu(I) :
  - cuprite Cu2O ;
- ion cuivrique Cu2+, ou ion Cu(II) :
  - ténorite CuO.

Les potentiels standards des principales demi-réactions sont :
Cu2O(s) + H2O + 2 e− ⇄ 2 Cu(s) + 2 HO− ;
| Cu2+ + e− ⇄ Cu+      | E0 = +0,159 V ; |
| Cu2+ + 2 e− ⇄ Cu (s) | E0 = +0,340 V ; |
| Cu+ + e− ⇄ Cu (s)    | E0 = +0,522 V.  |

#### Carbonates
- Azurite : Cu3(CO3)2(OH)2 : (2CuCO3, Cu(OH) 2).
- Malachite : Cu2(CO3)(OH)2 : (CuCO3, Cu(OH) 2).
- Aurichalcite : (Zn,Cu)5(CO3)2(OH)6.

#### Silicates
- Chrysocolle : (Cu, Al)2H2(Si2O5)(OH)4* n(H2O).
- Dioptase CuSiO3 • H2O.
- Kinoïte : Ca2Cu2Si3O10,2H2O.
- Planchéite Cu8Si8O22(OH)4,H2O.
- Macquartite : Pb3Cu2+(CrO4)SiO3(OH)4,2H2O.
- Cuprosklodowskite : Cu(UO2)2(HSiO4)2·6(H2O).

#### Chlorures (et autres halogénures)
- Atacamite : Cu2Cl(OH)3.
- Boléite : KPb26Ag9Cu24Cl62(OH)48.
- Cumengéite :Pb21Cu20Cl42(OH)40·6H2O.
- Mitscherlichite : K2CuCl4·2H2O.
- Botallackite : Cu2Cl(OH)3.

#### Sulfates
- Brochantite : Cu4(SO4)(OH)6.
- Langite : Cu4 (SO4)(OH)6 2H2O.
- Kröhnkite : Na2Cu(SO4)2·2 H2O.
- Connellite Cu19 Cl4 (SO4) (OH)32 3H2O.
- Cyanotrichite : Cu4Al2[(OH)12/SO4].2H2O.
- Antlérite : Cu3(OH)4SO4.
- Linarite : PbCu [(OH)2/SO4.
- Liroconite : Cu2Al(AsO4)(OH)4·4 H2O.

#### Phosphates
La reichenbachite, la cornétite et la libéthénite sont des hydroxy-phosphates de cuivre de formules respectives Cu5(PO4)2(OH)4, Cu3(PO4)(OH)3 et Cu2PO4(OH).
La torbernite est un phosphate d'uranium et de cuivre Cu(UO2)2(PO4)2 · 12 H2O.

#### Autres minéraux rares
La rickardite est un tellurure de cuivre. La berzélianite ou berzéline est un séléniure de cuivre Cu2Se. La quetzalcoatlite est un minéral complexe, association intime d'une hydroxy-tellurite de cuivre et de zinc, et d'un chlorure de plomb et d'argent Zn6Cu3(TeO6)2 (OH)6·AgxPbyClx+2y.
La szenicsite est un hydroxy-molybdate de cuivre de formule Cu3(MoO4)(OH)4.
La stranskiite est un arséniate de cuivre et de zinc de formule Zn2CuII(AsO4)2.
L'olivénite, l'euchroïte et la cornubite sont des hydroxy-arséniates de cuivre, soient respectivement Cu2AsO4(OH), Cu2(AsO4)(OH) ·3H2O et Cu5(AsO4)2(OH)4·H2O.
La bayldonite est un hydroxy-arséniate de plomb et de cuivre hydraté PbCu3(AsO4)2(OH)2H2O.
La mixite est un hydroxy-arséniate de cuivre et de bismuth trihydraté BiCu6(AsO4)3(OH)6•3(H2O).

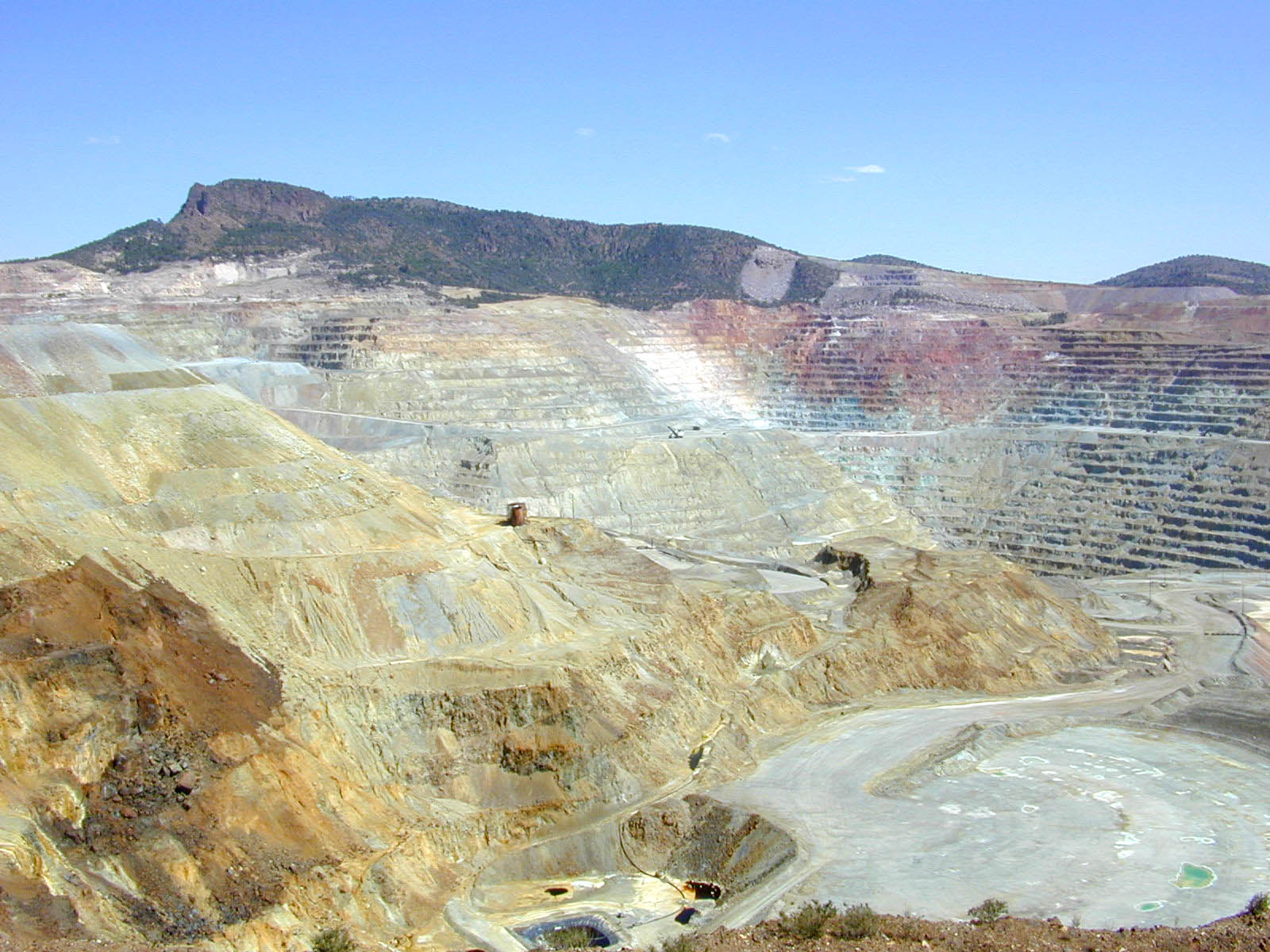
Mine de cuivre à ciel ouvert, Chino Copper Mine, Nouveau-Mexique, États-Unis.

### Gisements
Dès l'Antiquité, le cuivre a été extrait en quantités importantes dans l'île de Chypre, surnommée l'île aux mille mines.
Durant l'Antiquité et parfois localement jusqu'au Moyen Âge, les gisements de cuivres gris ont été exploités.
L’essentiel du minerai de cuivre est extrait sous forme de sulfures ou de roches à base de chalcopyrite, dans de grandes mines à ciel ouvert, des filons de porphyre cuprifère qui ont une teneur en cuivre de 0,4 à 1,0 %. En surface, les minerais qui comportent de grandes quantités de stériles sont plus oxygénés, mais restent soufrés en couches profondes. Dans les années 1990, un minerai exploitable devait ne jamais descendre en dessous de 0,5 % en masse, et assurer une teneur de l'ordre de 1 % et plus. Les mines de Kennecott (Alaska), exploitées jusqu'aux années 1940, étaient les plus pures de la planète.
Exemples : Chuquicamata, au Chili ; Bingham Canyon Mine, dans l’Utah et El Chino Mine au Nouveau-Mexique (États-Unis). En 2005, le Chili était le premier producteur mondial de cuivre avec au moins un tiers de la production mondiale, suivi par les États-Unis, l’Indonésie et le Pérou, d’après le British Geological Survey.

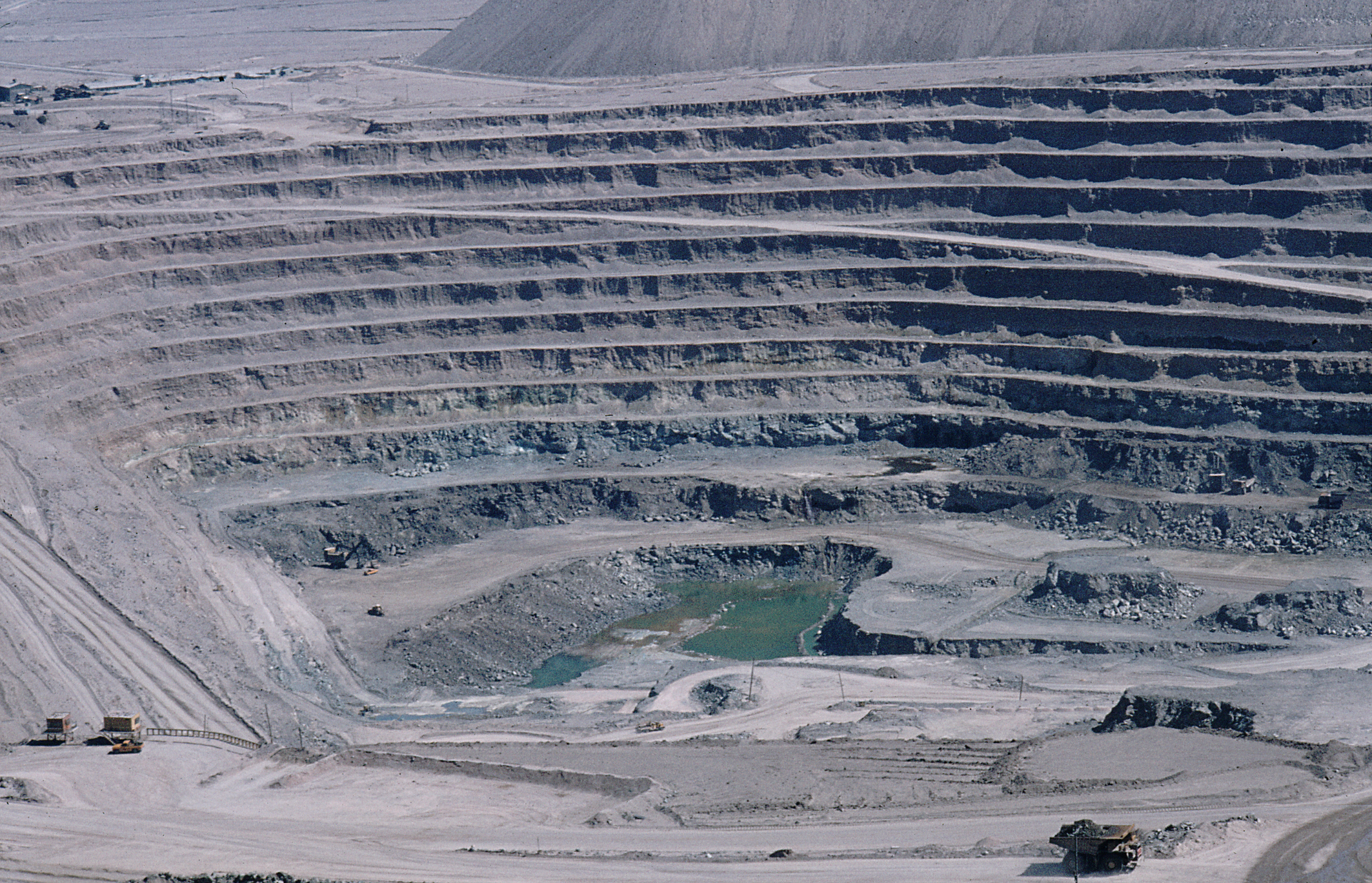
Dans le désert d'Atacama, à environ 2800 m d'altitude, Chuquicamata est la plus grande mine de cuivre à ciel ouvert au monde à la fin des années 2000.

L'exploitation des nodules polymétalliques, à base de Cu, Mn, Co, Ni, etc., des fonds sous-marins, autre source potentielle de cuivre, reste confidentielle.
Le 6 janvier 2025, le ministère chinois des Ressources naturelles et le Bureau géologique national annoncent la découverte d'un gisement de près de 20 Mt de cuivre sur le plateau du Tibet. Selon de nombreux experts, le plateau tibétain, situé à plus de 4 000 m d'altitude, pourrait en réalité permettre d'extraire 150 millions de tonnes de cuivre sur quatre grandes zones identifiées : Yulong, Duolong, Julong-Jiama et Xiongcun-Zhuno. Cela porterait les réserves de la Chine au niveau de celles du Chili. Cependant, la qualité et l'accessibilité des nouveaux gisements chinois restent à évaluer et leur exploitation ne pourra atteindre son niveau de croisière que dans 15 à 20 ans.

## Corps simple, chimie et combinaisons chimiques

### Propriétés physiques et chimiques du corps simple
Métal de couleur rougeâtre, rouge ou rouge orangée, le cuivre possède une exceptionnelle conductivité thermique et électrique. Le métal très pur est résistant à la corrosion atmosphérique et marine, mais aussi très malléable, tenace et ductile, relativement mou.
- Identification
  - Dureté (Mohs) : 3
  - Densité : 8,93
  - Clivage : absent
  - Trait : rouge cuivre plus pâle, rouge métallisé pâle, rouge rosée
  - Fracture : écailleuse, déchiquetée, difficile
  - Rupture : ductile (peu d'impuretés ou impuretés insolubles) ou cassante (impuretés solubles comme le phosphore)
  - Couleur : rouge cuivre, ou orange, jaune-rouge, rouge-brun métallisé
  - Système cristallin : cubique à faces centrées
  - Paramètre cristallin : aCu = 3,62 Å
  - Classe cristalline et groupe d'espace : hexakisoctaédrique - m3m

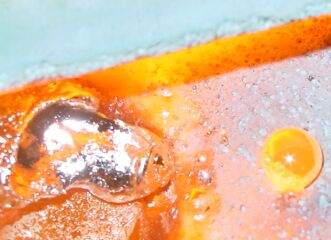
Sur la photo ci-dessus, le cuivre, juste au-dessus de son point de fusion, conserve sa couleur rose éclatante lorsqu’une lumière suffisante éclipse la couleur orange due à l’incandescence.

- - Réseau de Bravais : cubique à faces centrées
  - Macle : très fréquente sur {111} par accolement ou pénétration
  - Solubilité : insoluble dans l'eau, mais soluble dans l'acide nitrique, l'acide sulfurique concentré et à chaud, l'ammoniaque
- Propriétés optiques
  - Transparence : opaque
  - Éclat : métallique rouge saumon (« métal rouge »)
  - Obtention d'un très beau poli
  - Biréfringence : faible après déformation
  - Fluorescence : aucune

Le cuivre figure parmi les métaux les plus ductiles et les plus malléables. Relativement mou, le métal peut aisément être étiré, laminé et tréfilé.
Frotté, ses surfaces dégagent une odeur particulière et désagréable, effet indirect de la densité d'électrons libres au sein du réseau cristallin métallique.
Le métal peut s'altérer superficiellement après une longue exposition à l'air en une fine couche de carbonates de cuivre basique d'un beau vert ou vert-de-gris, qui forme la « patine » de certains toits recouverts de cuivre. Cette couche peut parfois comporter de la malachite et de l'azurite.

#### Propriétés mécaniques et optiques
Comme l’argent et l’or, le cuivre se travaille facilement, étant ductile et malléable. La facilité avec laquelle on peut lui donner la forme de fils, ainsi que son excellente conductivité électrique le rendent très utile en électricité.
On trouve usuellement le cuivre, comme la plupart des métaux à usage industriel ou commercial, sous une forme polycristalline à grains fins. Les métaux polycristallins présentent une meilleure solidité que ceux sous forme monocristalline, et plus les grains sont petits, et plus cette différence est importante.
La résistance à la traction est faible et l'allongement avant la rupture est important. Après le fer, le cuivre est le métal usuel le plus tenace. Les propriétés mécaniques du cuivre confirment les techniques anciennes de mise en forme de ce métal, à froid communes et à chaud plus rares. Sa malléabilité explique en partie la fabrication de vase ou forme par martelage au repoussé.

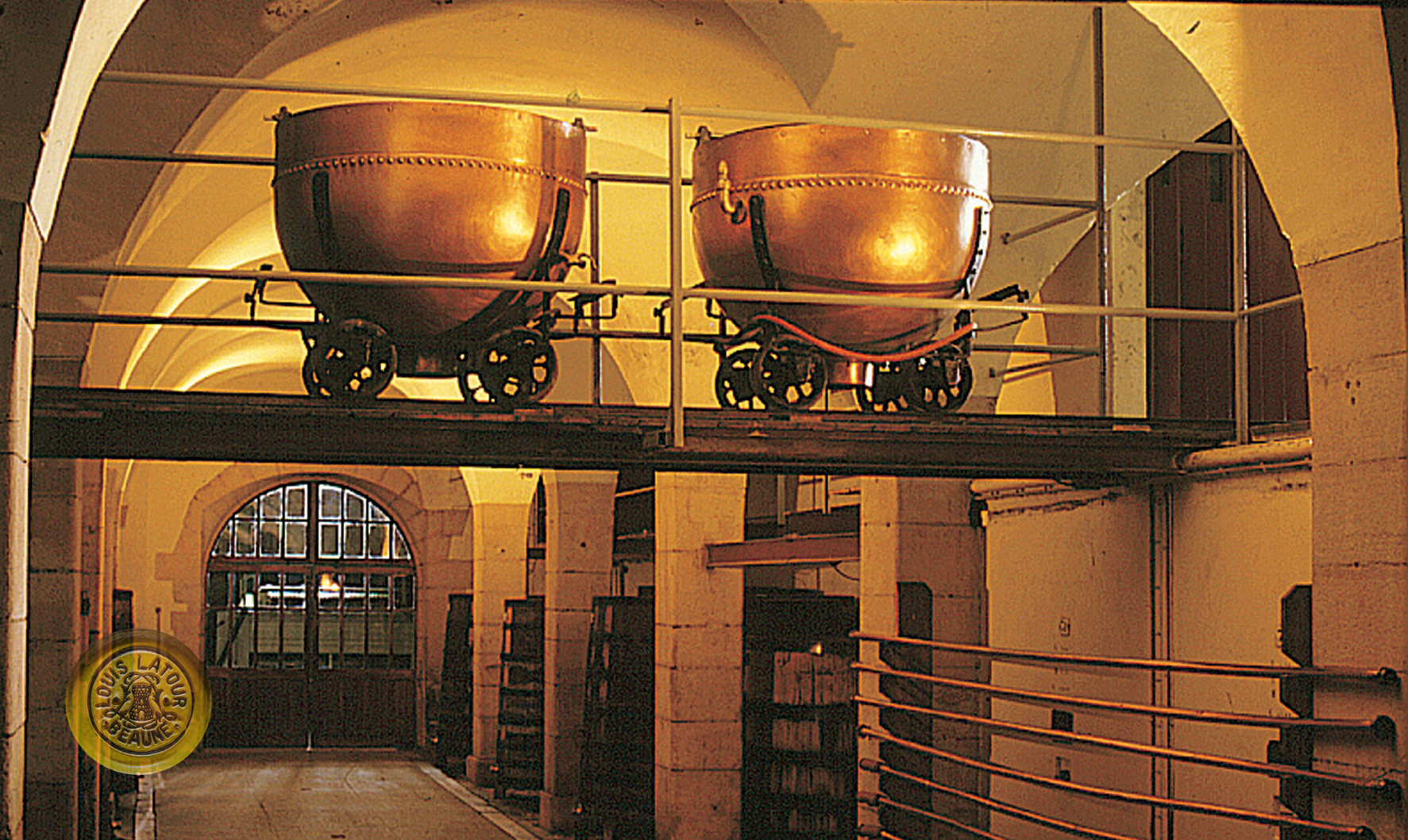
Chariot portant des cuves en cuivre.

La densité pratique du cuivre fondu est de l'ordre de 8,8 à 8,9. Elle augmente sensiblement avec le laminage jusqu'à 8,95. L'écrouissage permet de rendre le cuivre à la fois dur et élastique.
Le cuivre présente une couleur rougeâtre, orangée ou brune due à une couche mince en surface (incluant les oxydes). Le cuivre pur est de couleur rose saumon. Le cuivre, l’osmium (bleu), le césium et l’or (jaune) sont les quatre seuls métaux purs présentant une couleur autre que le gris ou l’argent.
La couleur caractéristique du cuivre résulte de sa structure électronique : le cuivre constitue une exception à la loi de Madelung, n’ayant qu’un électron dans la sous-couche 4s au lieu de deux. L’énergie d’un photon de lumière bleue ou violette est suffisante pour qu’un électron de la couche d l’absorbe et effectue une transition vers la couche s qui n’est qu’à-demi occupée. Ainsi, la lumière réfléchie par le cuivre ne comporte pas certaines longueurs d’onde bleues/violettes et apparaît rouge. Ce phénomène est également présent pour l’or, qui présente une structure correspondante 5s/4d. Le cuivre liquide apparaît verdâtre, une caractéristique qu’il partage avec l’or lorsque la luminosité est faible.

#### Propriétés électriques et thermiques

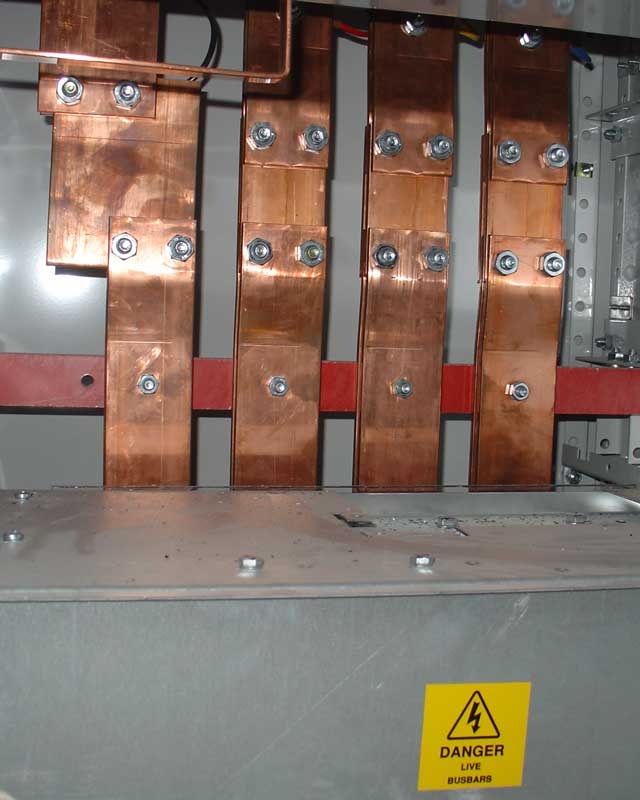
Barres de distribution électriques en cuivre fournissant l’énergie à un grand bâtiment.

La similitude de leur structure électronique fait que le cuivre, l’argent et l’or sont analogues sur de nombreux points : tous les trois ont une conductivité thermique et électrique élevée, et tous trois sont malléables. Parmi les métaux purs et à température ambiante, le cuivre présente la seconde conductivité la plus élevée (59,6 × 106 S/m), juste après l’argent. Cette valeur élevée s’explique par le fait que, virtuellement, tous les électrons de valence (un par atome) prennent part à la conduction. Les électrons libres en résultant donnent au cuivre une densité de charges énorme de 13,6 × 109 C/m3. Cette forte densité de charges est responsable de la faible vitesse de glissement des courants dans un câble de cuivre (la vitesse de glissement se calcule comme étant le rapport de la densité de courant à la densité de charges). Par exemple, pour une densité de courant de 5 × 106 A·m-2 (qui est normalement la densité de courant maximum présente dans les circuits domestiques et les réseaux de transport), la vitesse de glissement est juste un peu supérieure à 1⁄3 mm/s.
Toutefois, la résistivité du cuivre est sensible aux traces d'impuretés, elle augmente fortement avec de faibles teneurs étrangères, contrairement à celle du fer. Aussi le cuivre pur a été et est utilisé abondamment comme fil électrique, pour confectionner les câbles sous-marins et les lignes aériennes.
La conductivité électrique ou son inverse la résistivité, celle d'un fil de cuivre pur à l'état recuit témoin nommé IACS ou International Annealed Copper Standard (en), qui, mesurée à 20 °C, s'établit à 1,724 × 10−8 Ω m sert d'étalon de mesure en physique. La conductivité est exprimée en pourcentage IACS.
Ce métal est un très bon conducteur de la chaleur, moins toutefois que l'argent. C'est en partie pourquoi le cuivre est utilisé comme ustensile de cuisinier, réfrigérant de brasserie, dans les chaudières d'évaporation, des alambics aux sucreries. Il existait une autre raison au choix de ce métal, les capacités catalytiques du cuivre dans un grand nombre de réactions thermiques.
Le cuivre fond vers 1 085 °C. Il se vaporise à une température plus élevée, son point d'ébullition étant situé vers 2 562 °C. Sa vapeur brûle avec une flamme verte intense, ce qui permet sa détection quantitative en spectrométrie de flamme ou qualitative par simple test de flamme.

#### Propriétés chimiques
Le cuivre n'est pas altéré dans l'air sec, ni dans l'oxygène gazeux. Seules des traces d'eau et surtout la présence indispensable de dioxyde de carbone ou anhydride carbonique initie une réaction. Le cuivre ne réagit pas avec l’eau, mais réagit lentement avec le dioxygène de l’air en formant une couche d’oxyde de cuivre brun-noir, de nature passivante. Contrairement à l’oxydation du fer par une atmosphère humide, cette couche d’oxyde empêche toute corrosion en masse.
En absence de dioxyde de carbone, l'oxydation du cuivre à l'air ne commence qu'à 120 °C. Il est facile de comprendre que l'action de l'eau n'est observable surtout qu'à l'état de vapeur d'eau et à haute température.
2Cu solide + ½ O2 gaz → Cu2O sous-oxyde solide rouge.
Cu2O + ½ O2 gaz → CuO solide noir.
Le cuivre est au contraire altéré au contact de l'air et de l'eau acidulée, l'air accélérant l'oxydation initiée. Le vinaigre forme ainsi des oxydes de cuivre solubles. De même des traces de corps gras par leur fonction acide ou oxydante. La toxicité alimentaire des oxydes formés a justifié l'étamage (ajout d'une couche protectrice d'étain) traditionnel des instruments et récipients culinaire en cuivre. Les anciens éleveurs ou fromagers, distillateurs, cuisiniers ou confituriers veillaient à une propreté rigoureuse des surfaces de cuivre après utilisation lors d'un chauffage.
L'air humide joue un rôle toutefois limité. Une couche verte de carbonate de cuivre ou hydroxycarbonate de cuivre basique Cu2CO3·Cu(OH)2, appelée vert-de-gris, se remarque souvent sur les constructions anciennes en cuivre ou sur les structures en bronze en milieu urbain (présence de dioxyde de carbone et d'humidité), telles que les toitures en cuivre ou la statue de la Liberté. Cette couche joue en partie le rôle de patine protectrice. Mais en milieu marin ou salin (présence de chlorures apporté par des bruines) ou en milieu industriel (présence de sulfates), ils se forment d'autres composés, respectivement l'hydroxychlorure Cu2Cl2·Cu(OH)2 et l'hydroxysulfate Cu2SO4·Cu(OH)2.
Le cuivre réagit avec le sulfure d’hydrogène — et toutes les solutions contenant des sulfures, formant divers sulfures de cuivre à sa surface. Dans des solutions contenant des sulfures, le cuivre, présentant un avilissement de potentiel par rapport à l’hydrogène, se corrodera. On peut observer ceci dans la vie de tous les jours, où les surfaces des objets en cuivre se ternissent après exposition à l’air contenant des sulfures.
La réaction-type pour obtenir les sulfures de cuivre en précipités noirs peut être utilisé pour détecter le cuivre, elle est très lente à 20 °C, plus efficace à 100 °C et surtout très rapide à 550 °C, où elle s'écrit simplement :
2 Cu solide + H2S gaz → Cu2S solide noir + H2gaz.
La réaction avec l'acide chlorhydrique est très lente.
Cu solide + HCl gaz → CuCl solide noir + ½H2gaz.
Ainsi le cuivre n'est pas véritablement attaqué à température ambiante par l'acide chlorhydrique concentré en milieu aqueux. Il y est très peu soluble. Le cuivre se dissout par contre dans les autres acides halogénohydriques, tels que HBr ou HI.
D'une manière générale, ce sont les acides oxydants ou les autres acides en présence de gaz oxygène dissous qui peuvent attaquer le cuivre. Pourtant le cuivre n'est pas attaqué par l'acide sulfurique concentré à froid, mais uniquement par cet acide fort concentré et à chaud. Il se forme des sulfates d'oxyde de cuivre et de l'acide sulfureux en phase gazeuse.
L'acide nitrique est le dissolvant par excellence du cuivre. La réaction chimique est active même avec l'acide dilué. Elle explique les possibilités graphique des gravures sur cuivre à l'eau forte. Voici les deux réactions de base, la première en milieu concentré, la seconde en milieu dilué.
Cu solide métal + 4 HNO3 aqueux, concentré  → Cu(NO3)2 aqueux + 2 NO2 gaz + 2 H2O eau.
3 Cu solide métal + 8 HNO3 aqueux, dilué → 3 Cu(NO3)2 aqueux + 2 NO gaz + 4 H2Oeau.
Le cuivre réagit en présence d’une association d’oxygène et d’acide chlorhydrique pour former toute une série de chlorures de cuivre. Le chlorure de cuivre(II) bleu/vert, lorsqu’il est porté à ébullition en présence de cuivre métallique, subit une réaction de rétrodismutation produisant un chlorure de cuivre(I) blanc.
Le cuivre réagit avec une solution acide de peroxyde d'hydrogène qui produit le sel correspondant :
Cu + 2 HCl + H2O2 → CuCl2 + 2 H2O.
L'ammoniaque oxyde le cuivre métal au contact de l'air. Il se forme de l'oxyde de cuivre soluble et du nitrate d'ammonium, avec excès d'ammoniac.
Le cuivre se dissout lentement dans les solutions aqueuses d’ammoniaque contenant de l’oxygène, parce que l’ammoniac forme avec le cuivre des composés hydrosolubles. L'ammoniaque concentré le dissout facilement en donnant une solution bleue, dénommée traditionnellement « liqueur de Schweitzer », à base du cation complexé Cu(NH3)42+ ou mieux en milieu basique Cu(NH3)4(H20))2+. Cette liqueur est susceptible de dissoudre la cellulose et les fibres cellulosiques, comme le coton ou les charpies textiles des chiffonniers. Ainsi se fabrique la rayonne au cuivre ammoniacal.
Le cuivre surtout en poudre a des propriétés catalytiques diverses. Par exemple, c'est un catalyseur permettant la synthèse du cyclopropène.
Lorsque le cuivre est en contact avec des métaux présentant un potentiel électrochimique différent (par exemple le fer), en particulier en présence d’humidité, la fermeture d’un circuit électrique fera que la jonction se comportera comme une pile électrochimique. Dans le cas par exemple d'une canalisation en cuivre raccordée à une canalisation en fer, la réaction électrochimique entraîne la transformation du fer en d’autres composés et peut éventuellement endommager le raccord.
Au cours du XXe siècle aux États-Unis, la popularité temporaire de l’aluminium pour les câblages électriques domestiques a fait que les circuits de nombre d’habitations se composaient en partie de fils de cuivre et en partie de fils d’aluminium. Le contact entre les deux métaux a occasionné des problèmes pour les usagers et les constructeurs (cf. article consacré aux câbles d’aluminium).
Les fondeurs ne placent jamais à proximité les stocks d'aluminium et de cuivre. Même s'il existe des alliages cupro-aluminium spécifiques, les traces d'aluminium dans un alliage cuivreux provoquent de graves inconvénients techniques. Connaissant par contre les propriétés du cuivre pur, les hommes de l'art ont développé des cuivres alliés, par exemple des cuivres à environ 1 % de chrome, celui-ci permettant de durcir le métal obtenu.

### Métallurgie et affinage

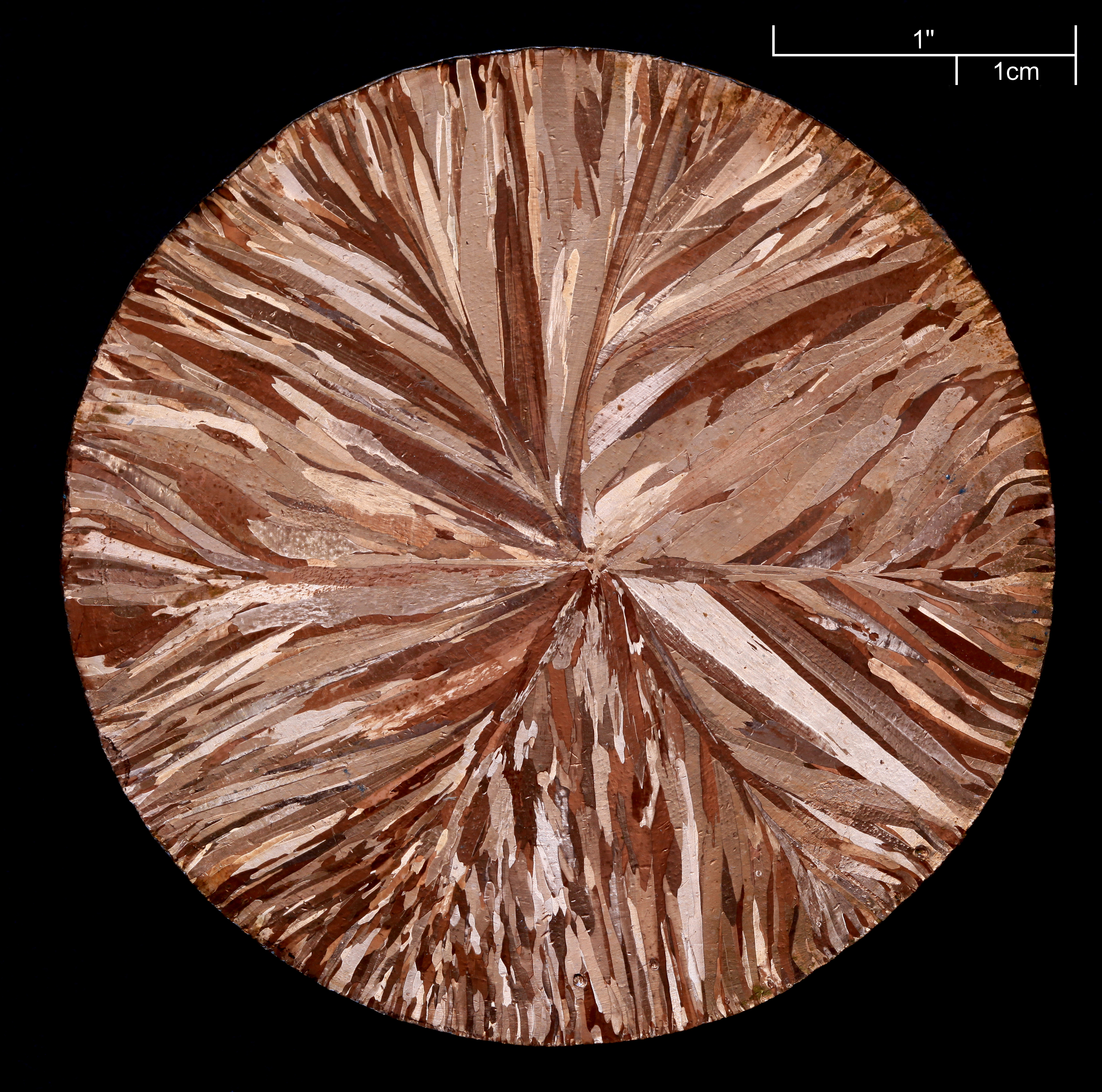
Cuivre, métal pur à 99,95 %.

Les minerais soufrés primaires, déjà décrits, permettent plus de 80 % de la production, il s'agit de la pyrométallurgie du cuivre.
Le cuivre est accompagné des autres éléments métalliques Fe, Co, Ni, Zn, Mo, Pb, etc., et parfois des précieux Ag, Au, Pt et platinoïdes qu'il est intéressant de récupérer dans les boues anodiques, mais aussi de Ge, Se, Te, As, etc.
Le minerai cuprifère de l'ordre de 2 % de cuivre, est concentré en cuivre après des étapes techniques mécanisées de tamisage, concassage, broyage et triage, notamment une séparation par flottation par des agents tensio-actifs sélectifs et hydrophobes tels que l'amylxanthate de potassium. Ce « minerai concentré » contenant de 20 % à 40 % de cuivre est grillé en présence de silice, pour obtenir un laitier surnageant à base de minéraux stériles et des mattes à base de sulfures de fer et cuivre contenant de l'ordre de 40 à 75 % de cuivre selon les procédés.
La matte liquide est oxydée en présence de silice dans un convertisseur. Voici la réaction globale, ne nécessitant quasiment pas de chauffage car rassemblant deux réactions fortement exothermiques, qui ne prend en compte que le cuivre et délaissant les phases technique concernant la matte, le laitier et le slag (scories ou crasses).
3 Cu2S liquide + 3 O2 gaz → 6 Cu métal liquide + 3 SO2 gaz.
Tout se passe comme si la matte est convertie en cuivre impur, qui est coulé en blisters (matière de cuivre coulé avec des cloques de surface caractéristiques, appelées blisters en anglais technique, à moins de 2 % d'impuretés) de 140 à 150 kg.
Les minerais oxygénés secondaires (malachite, azurite, cuprite) ouvre la voie vers une hydrométallurgie du cuivre. L'étape du triage est associé à une lixiviation par l'acide sulfurique ou une extraction liquide-liquide. L'ion cuprique se dissout en solvant organique, type kérosène, grâce à des agents extractants du type hydroxyoxime ou hydroxyquinoléine, une étape de stripping permet d'obtenir des solutions concentrées en ions cupriques, qu'il est possible de séparer par électrodéposition ou par cémentation à l'aide de déchets d'acier. Le premier procédé électrolytique permet de recueillir du « cuivre rouge », parfois quasi-pur de l'ordre de 99,9 % de cuivre. Le second procédé donne un cuivre pollué par le fer, il nécessite un affinage électrolytique.
L'affinage peut être en principe thermique ou électrolytique.
Le cuivre impur peut être purifié en partie par fusion. Mais ce procédé thermique ancien impliquant une oxydation, puis un « perchage » dans le bain de métal liquide pour éliminer la charge d'oxygène restante, sous forme de molécules d'oxydes volatiles, reste coûteux. Par exemple, la fusion du blister permet d'oxyder les impuretés As, Sb, S sous forme d'oxydes volatiles. Le perchage emploie des troncs ou perches de bois vert ou, de plus en plus, des hydrocarbures gazeux ou liquides, il permet par brassage d'éliminer l'oxygène présent dans le métal sous forme de monoxyde de carbone et de vapeur d'eau.
L'affinage industriel du cuivre s'effectue aujourd'hui surtout par électrolyse d'anodes de cuivre brut ou de blister (contenant du fer, parfois de l'argent, etc.) dans une solution de sulfate de cuivre et d'acide sulfurique.
Cu2+ + 2 e− → Cu0 métal avec un potentiel d'électrode normal ε0 de l'ordre de 0,34 V.
Les ions cuivre migrent vers la cathode, les métaux nobles comme l'argent sont piégés dans les boues anodiques, au fond du compartiment de l'anode et les impuretés, par exemple le fer oxydé en ions ferreux, restent dans le bain d'électrolyse. Ce procédé permet d'obtenir du métal pur de 99,9 % à 99,95 %. Mais ce cuivre cathodique ou technique est parfois poreux ou comporte des inclusions ou poches d'électrolytes. Il faut le refondre au four sous diverses atmosphères contrôlées (par exemple avec du phosphore P de désoxydation) ou à l'air pour obtenir des coulées de billettes, des plaques ou fils de cuivre. Ces matériaux sont alors transformés en demi-produits.
Il n'en reste pas moins que pour les spécialistes, il existe différentes nuances de cuivre selon les normes nationales (par exemple la norme NF A50-050), en particulier diverses catégories : sans oxygène, avec oxygène, désoxygéné avec reliquat désoxygénant, désoxygéné sans traces de désoxygénants.
Le cuivre peut être distribué, outre les cylindres, les tubes ou les fils d'usages spécifiques, par tôles (pleines ou perforées) ou plaques, barres pleines qui peuvent être méplates, carrées, rondes, par barres perforées, par barrettes taraudées, par barres souples isolées, par fils trolley, par feuillards, par bandes paratonnerre, par bandes spécifiques pour câbles ou transformateurs, par disques (emboutissage), etc.
Le cuivre recyclé peut être revendu sous forme de grenailles de diverses qualités (pureté) et granulométries.
Le cuivre présente un aspect nettement plus mou vers 830 °C et fond vers 1 085 °C.
Le cuivre se prête mal au moulage de fonderie. Si la température de la coulée est trop faible, donc proche du point de fusion, le refroidissement trop rapide n'est pas maîtrisé, le métal coulé ne prend pas l'empreinte des moules. Si la coulée est trop chaude, le cuivre après refroidissement présente des soufflures. Aussi dans les arts et industries, il existe depuis des temps forts lointains différents alliages pratiques.

### Alliages notables
Très tôt, des alliages plus fusibles, plus durs que le cuivre purifié et surtout aptes à un moulage de qualité, ont été mis au point par essai et erreur, sans qu'on sache leur véritable nature chimique. Parfois, ils étaient réalisés directement à partir de minerais, et considérés comme des métaux singuliers à part, ainsi les bronzes antiques obtenus avec des minerais d'étain et les laitons anciens avec ceux de zinc…
Il existe un grand nombre d'alliages de cuivre anciens et modernes. Voici les principaux :
Airain, AlNiCo (parfois un peu de cuivre), alfénide ou métal blanc (cuivre avec Zn, Ni, Fe), Alliage d'aluminium pour corroyage série 2000, Alliage de Devarda (Al avec un peu de Zn), amalgame de cuivre (mercure), argenton (Ni,Sn), avional (aluminium, Mg, Si), billon (alliage) (cuivre allié à l'argent), britannium (Sn,Sb), bronze (étain), bronze arsénié (étain et arsenic), bronze au béryllium (béryllium), bronze phosphoreux (idem avec un petit peu de P), constantan (nickel), cuproaluminium (aluminium), cunife (Ni, Fe), cuprochrome, cupronickel (nickel), Dural ou duralium, laiton (zinc), Laiton rouge (un peu Zn), maillechort (nickel et zinc), moldamax (béryllium), Orichalque, Mu-métal type (NiFe15Cu5Mo3, or nordique (un peu de Zn, Al et Sn), potin (étain et plomb), ruolz (Ni,Ag), shakudō (avec un peu d'or), tumbaga (or), tombac (un peu de Zn), virenium (un peu de Zn, Ni), zamak (zinc, aluminium et magnésium)
Le cuivre entre dans la composition d'alliages à mémoire de forme.
L'airain des Romains est une variété de bronze, employée pour fabriquer des armes et des ustensiles et objets très divers. Les bronzes modernes, conçus comme des alliages à composition déterminée de cuivre et d'étain, couvrent un champ d'application encore plus étendu, des monnaies et médailles au vannes et robinets, des socles pesants à des composants d'objets d'arts variés, statuettes ou statues, supports pour pièces émaillées ou émaux de bijouterie, etc. Les bronzes incluant jusqu'à 3 % de phosphore (P) augmentent fortement leur dureté. Le bronze phosphoreux à 7 % Sn et 0,5 % P présente une oxydation réduite, un meilleur comportement pendant la fusion.
Les laitons, malléables et ductiles à froid, présentent une couleur d'autant plus dorée que la teneur en cuivre est élevée. Cette belle couleur justifie son emploi comme garniture de lampes et de meubles flambeaux, mais inspire aussi la création de faux-bijoux, autrefois à base de « chrysocolle » ou d'« or de Mannheim ». Les laitons laissent pourtant une mauvaise odeur aux bouts des doigts qui les manipulent. Ils ont été et sont parfois encore utilisés en tuyauterie, robinetterie et visserie, comme ustensiles de ménages, instrument de physique (désuet), boutons, épingles et fils, garniture de couteaux, pistolets, ressorts, engrenages et pignons, échangeurs de chaleur, radiateurs. Les supports d'instrument de marine étaient en laiton jaune à 20-40 % Zn, alors que les sextants l'étaient en laiton blanc à 80 % Zn.
L'addition de zinc et de nickel permet d'obtenir des maillechorts, par exemple à 20-28 % Zn et 9-26 % Ni. Ils sont idoines à la fabrication de couverts, de vaisselles et de gobelets, de théières, de pièces de sellerie et des éperons du fait de leur grande dureté, d'instruments d'optique et de mécanique de précision, par exemple des pièces pour les mouvements d'horlogerie, du fait de leur faible altérabilité à l'air. Ce sont aussi des alliages monétaires.
Les alliages de cuivre et de nickel sont dénommés cupronickels. Le métal Monel à 65-70 % de Ni servir comme monnaie. À moindre teneur, les cupronickels sont utilisés pour le matériel de laboratoire et de chimie, d'une manière générale, ainsi que les résistances de précision. Le constantan à 40 % de Ni se caractérise par une valeur de la résistance électrique, indépendante de la température.
Outre le Zn, le Ni et le Sn, les alliages de cuivre peuvent être à base de plomb Pb, d'argent Ag ou d'or Au, ou à faibles teneur d'Al ou de Si.
L'addition de plomb permet de concevoir des alliages anti-friction, par exemple à 10-30 % Pb et 7 % Sn.
Le cuivre, l'or et l'argent sont miscibles en toutes proportions, ces alliages relativement chers donnent naissance à l'or anglais. Mentionnons les alliages pour brasure, à base de d'argent, du type Ag 20 % Zn 30 % Cu 45 % Cd 5 % en masse qui fond vers 615 °C ou encore Ag 35 % Zn 21 % Cu 26 % Cd 18 % en masse qui fond encore plus bas vers 607 °C.
Le bronze d'aluminium est un alliage à 5-10 % Al, utilisé comme monnaie ou matériau pour instruments résistants à la corrosion marine, valves et pompes.
Il existe aussi des alliages au silicium, à des teneurs de 1-2 % Si.
Le cuivre au tellure, ainsi que le cuivre au soufre à moindre mesure, est un matériau métallique idéal pour le décolletage ou la fabrication rapide et précise de pièces par usinage, voire le matriçage à chaud. Le cuivre au tellure peut être employé également en soudage par buse plasma, pour les connexions électriques des batteries et la boulonnerie.

### Chimie et principaux composés
Les composés du cuivre se présentent sous plusieurs états d'oxydation, généralement +2, par lesquels ils confèrent une couleur bleue ou verte due aux minéraux qu'ils constituent, comme la turquoise. Cette propriété des sels de cuivre Cu2+ fait qu'ils ont été largement utilisés à travers l'histoire dans la fabrication des pigments. Les éléments architecturaux et les statues en cuivre se corrodent et acquièrent une patine verte caractéristique. Le cuivre se retrouve de manière significative dans les arts décoratifs, à la fois sous forme métallique et sous forme de sels colorés.
Les composés de cuivre présentent quatre états d’oxydation :
- le cuivre(I), souvent nommé cuivreux ;
- le cuivre(II), souvent nommé cuivrique ;
- le cuivre(III) ;
- le cuivre(IV).

Les deux premiers et surtout le second en solution aqueuse sont les plus fréquents.
Avant de présenter les différents états du cuivre, à noter l'existence d'une gamme d'ions complexes caractérisée par la géométrie des trois séries de composés de coordination du cuivre. Ainsi selon le nombre de coordination n :
- si n = 2, elle est linéaire comme dans [CuI (NH3)2](SCN) ;
- si n = 4, elle forme un plan carré comme pour l'ion cuproammonium bleu foncé [CuII(NH3)4]2+ par exemple présent dans le corps chimique [CuII (NH3)4](SO4), obtenu à partir du sulfate cuprique et l'ammoniaque en milieu aqueux[m] ;
- si n = 6, la symétrie est octaédrique comme pour le composé [CuII(NH3)6](Br)2.

#### Cuivre(I)

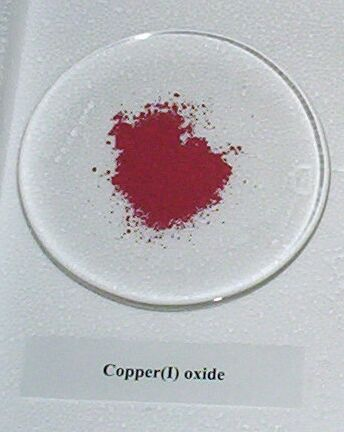
Poudre d’oxyde de cuivre(I).

Le cuivre(I) est la principale forme que l’on rencontre dans ses gîtes.
L'oxyde de cuivre Cu2O, insoluble dans l'eau, est rouge. Les sels cuivreux anhydres sont blancs.
L'ion Cu+ est incolore et diamagnétique. Il se caractérise par un rayon ionique assez important 0,91 Å, il ne donne pas d'hydrates stables, il est surtout présent sous forme de complexes qui ne sont pas tous stables.
Cu+ + e− → Cu0 métal avec un potentiel d'électrode normal ε0 de l'ordre de 0,52 V
Pourtant il est rare ou n'existe pratiquement pas en solution aqueuse, car ce cation est soumis à dismutation ou oxydé facilement en solution.
2 Cu+ → Cu2+ + Cu métal avec Ks ≈ 1,6 × 10−6 et Δε0 ≈ 0,18 V
Donnons un exemple concret de cette réaction globale en équilibre, d'abord en solution aqueuse portée à ébullition en milieu chlorure concentré :
Cu2+ + Cu métal en excès + 4 Cl− chlorure en excès → 2 Cu2Cl− complexe de cuivre I en milieu aqueux
Ensuite, par effet de dilution des ions chlorures, s'opère la précipitation du chlorure cupreux de formule simplifiée CuCl.
Cu2Cl− aqueux + H2O → CuClprécipité solide + Cl− avec Ks ≈ 6,5 × 10−2
Ses composés, à l'exception d'un certain nombre de complexes, sont très souvent non stœchiométriques, instables et peu solubles, voire quasiment insolubles dans l'eau. L'ion cuivreux s'apparente par certaines propriétés aux cations Ag+ Tl+ Hg22+.
Cu2O est un oxyde basique rouge, qui réagit avec les acides halogénés HX, avec X = Cl, Br, I. Les halogénures cuivreux, insolubles ou peu solubles dans l'eau, précipitent.
Les halogénures cuivreux, sels anhydres blancs à structure cristalline affichant un nombre de coordination 4, typique du cristal de la blende, très peu solubles ou dissociable dans l'eau, facilement fusibles et semi-conducteurs CuCl, CuBr, CuI sont bien connus, sauf le fluorure. En réalité, le chlorure est autant à l'état solide un dimère Cu2Cl2 qu'un monomère, en solution HCl sous forme (néo)précipité CuCl ou sous forme d'ion complexe CuCl2−, à l'état vapeur un mélange de monomère, de dimère et de trimère. L'ion complexe CuCl2− explique l'association au gaz monoxyde de carbone CO et l'absorption de ce gaz.
On détecte souvent les sucres grâce à la capacité de ces derniers à convertir les composés de cuivre(II) bleus en composés d’oxyde de cuivre(I) (Cu2O), tel que le réactif de Benedict. Le principe est le même pour la liqueur de Fehling, dont les ions cupreux sont réduits par les sucres en Cu2O, oxyde rouge brique.
La recherche qualitative et quantitative du cuivre dans les urines (cuprémie) s'effectue en milieu basique concentré en provoquant le dépôt caractéristique d'oxyde cupreux, par exemple :
2 Cu2+ + 4 HO− → CuI2O précipité d'oxyde de cuivre (I) + 2 H2O + ½ O2 gaz
Le sulfure cupreux Cu2S tout comme l'oxyde Cu2O, peuvent être obtenus par réaction chimique à hautes températures du cuivre et des corps simples respectifs, le soufre et le gaz oxygène.
Il existe l'acétylure de cuivre, le thiophène-2-carboxylate de cuivre(I), l'acétylacétonate de cuivre(I), le cyanure de cuivre blanc, l'hydroxyde cuivreux jaune orange, le thiocyanate de cuivre, etc.
Le précipité de thiocyanate cuivreux, insoluble dans l'eau, sert au dosage gravimétrique des ions cuivriques en solution aqueuse.
2 Cu2+ + 2 SCN2− + SO32− + H2O → CuISCNprécipité de thiocyanate de cuivre (I) + 2 H+ + SO42−.

#### Cuivre(II)

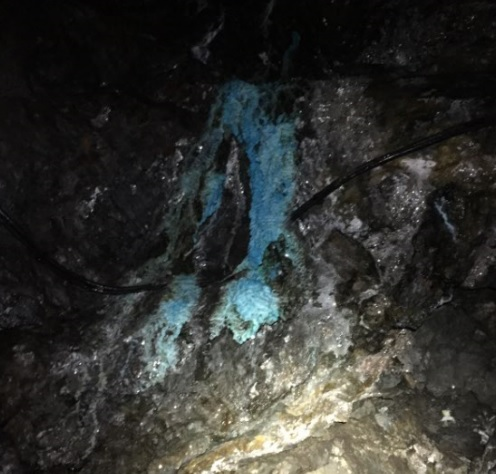
Précipité naturel hydraté de cuivre(II) dans une ancienne mine souterraine de fer vers Irun, Espagne.

Le cation cuivre divalent ou cuprique Cu2+, de configuration d9, est coloré et paramagnétique à cause de son électron non apparié. Il présente un grand nombre d'analogie avec les cations divalents des métaux de transition. Avec les corps donneurs d'électrons, il forme de nombreux complexes stables.
Il est caractérisé en chimie analytique fondamentale par sa précipitation par H2S à pH 0,5 en milieu aqueux. Le groupe des cations Hg2+ Cd2+ Bi3+, etc., auquel il appartient ont des chlorures solubles et ses sulfures insolubles dans le sulfure d'ammonium.
Le cuivre(II) se rencontre très couramment dans notre vie de tous les jours. Un grand nombre de ses sels n'ont pas les mêmes aspects de coloration à la lumière s'ils sont anhydres ou hydratés, en solutions concentrées ou diluées. Toutefois les solutions diluées de sels cuivriques dans l'eau sont généralement bleues ou parfois bleu-vert.
Le carbonate de cuivre(II) constitue le dépôt vert qui donne leur aspect spécifique aux toits ou coupoles recouverts de cuivre des bâtiments anciens.
Le sulfate de cuivre(II) est constitué d’un pentahydrate bleu cristallin qui est peut-être le composé de cuivre le plus commun au laboratoire. Le sulfate cuivrique anhydre est blanc, le sulfate de cuivre hydraté (notamment pentahydrate) est bleu, le sulfate de cuivre aqueux est bleu en solution concentrée. Ce sulfate peut ainsi servir de test à la présence d'eau. On s’en sert aussi de fongicide, sous le nom de bouillie bordelaise.
En lui ajoutant une solution aqueuse basique d’hydroxyde de sodium, on obtient la précipitation d’hydroxyde de cuivre(II), bleu, solide. L’équation simplifiée de la réaction est :
Cu2+ + 2 HO− → Cu(OH)2 précipité d'hydroxyde de cuivre.
Une équation plus fine montre que la réaction fait intervenir deux ions hydroxyde avec déprotonation du composé de cuivre(II) 6-hydraté :
Cu(H2O)62+ aqueux + 2 HO− → Cu(H2O)4(OH)2 + 2 H2O.
L'hydroxyde de cuivre est soluble dans les acides, et également dans un excès de base à un certain point, à cause de l'espèce complexe Cu(OH)42−.
Une solution aqueuse d’hydroxyde d'ammonium (NH4+ + HO−) provoque la formation du même précipité. Lorsqu’on ajoute un excès de cette solution, le précipité se redissout, formant un composé d’ammoniaque bleu foncé, le cuivre(II) tétraamine :
Cu(H2O)4(OH)2 + 4 NH3 → Cu(H2O)2(NH3)42+ + 2 H2O + 2 HO−.
Ce composé était jadis important dans le traitement de la cellulose. Il l'est encore dans les procédés de la rayonne au cuivre ammoniacal.
D’autres composés bien connus de cuivre(II), souvent anhydres ou hydratés, comprennent l’acétate de cuivre(II), le formiate, l'oxalate, le tartrate de cuivre(II), le carbonate de cuivre(II), le chlorure de cuivre(II), le nitrate de cuivre(II), le phosphate, le chromate, l'arséniate, le sulfure et l’oxyde de cuivre(II). Mentionnons la couleur brune du chlorure de cuivre anhydre, la couleur verte des chlorures de cuivre hydratées, la couleur jaune-vert de leurs solutions concentrées, ainsi que la couleur verte de l'acétate de cuivre anhydre, la couleur bleu-vert des acétates de cuivre hydratés, la couleur vert-bleu des solutions concentrées.
La méthode du biuret est un dosage colorimétrique des protéines.
Les ions cuivriques sont oxydants, ils oxydent les aldéhydes selon la réaction de Fehling en milieu basique, détectent les oses réducteurs, les coumarines ou les flavonoïdes selon la réaction-test de Benedict. La méthode de Bertrand permet de doser les sucres du lait. La réaction de Barfoed est un test de détection des oses avec l'acétate cuivrique en milieu acide, alors que la liqueur de Fehling n'opère dans ce cas qu'en milieu basique.
L'action des aldéhydes ou des sucres sur la liqueur de Fehling permet de réduire Cu2+ à terme en l'oxyde de cuivre Cu2O, laissant un précipité rouge brique. Rappelons que cette liqueur de détection à base de complexe de cuivre cuprique s'utilise fraîche (fraîchement préparée) et avec un léger chauffage thermique.
Le fluorure cuivrique CuF2 anhydre et incolore se caractérise par un réseau ionique cristallin, analogue à la fluorine.
Le chlorure cuivrique ou le bromure cuivrique anhydres forment quant à eux des chaînes en principe illimitées (CuCl2)n ou (CuBr2)n où les deux atomes de chlore donneurs potentiels d'électron semblent chélater ou pincer l'atome de cuivre accepteur. Ces polymères linéaires sont hydrolysés par dissolution dans l'eau.
Le cuivre métal peut être extrait de ses solutions salines par des métaux, nécessairement moins nobles ou non nobles, comme le fer et le magnésium. Cette réaction de cémentation s'écrit par exemple avec le fer Fe.
Cu2+ aqueux + Fe0 limaille ou poudre de métal fer → Cu0 métal + Fe2+ aqueux (ions ferreux).
Il existe de nombreuses méthodes de détection des ions cuivre, l’une faisant intervenir le ferrocyanure de potassium, qui donne un précipité brun et des sels de cuivre. La mise en milieu soude NaOHaq des sels cuivriques, par exemple l'ion cuivrique de sulfate, du chlorure ou de l'acétate de cuivre, préalablement décrits, laisse un précipité bleu. De même, le milieu ammoniaque NH4OHaq engendre une liqueur bleue, l'addition de ferrocyanure de potassium un précipité brun, la réaction par bullage d'hydrogène sulfuré H2Sgaz un précipité noir caractéristique.
Les solutions ammoniacales des sels cuivriques sont souvent bleu foncé, cette coloration profonde est apportée par les ions complexes Cu(NH3)n2+ impliquant n molécules d'ammoniac. Ces ions complexes expliquent l'absorption du monoxyde de carbone CO.
Les complexes cuivriques sont en général très stables. Ils sont également paramagnétiques lorsqu'ils disposent d'un électron célibataire et d'une structure coordonnée en dsp3.
Le tartrate de cuivre dilué dans une solution alcaline à base de soude NaOHaq et potasse caustique KOHaq donne une liqueur bleu intense.
Le tartrate de cuivre est facilement transformé par H2S en sulfure de cuivre CuS, formant un précipité noir.
La formule du sulfure cuivrique est trompeuse, car il existe dans le réseau cristallin des concaténations de soufre, un cuivre CuI à coordination tétraédrique et un cuivre CuII au centre de triangle équilatère de S, d'où la formule des cristallographes CuI4CuII2(S2)2S2
Le cyanure double de cuivre et de potassium en milieu aqueux ne présente aucune transformation ni altération, car il s'agit d'une structure de complexe.
Les cyanures sont à la fois des réducteurs de l'ion cuprique et surtout des complexants en fortes quantités ou en excès.
Cu2+ aqueux + 2 CN− aqueux → (CN)2 gaz cyanogène + Cu+ aqueux.
Cu2+ aqueux + 4 CN− aqueux → Cu(CN)4 3−
La réduction de l'ion cuprique par les ions iodure I− permet le dosage volumétrique du cuivre, car l'iode est titré en retour par le thiosulfate de sodium. La réaction de base en milieu aqueux s'écrit :
Cu2+ + 2 I− → CuI iodure cuivreux + ½ I2 iode.
L'acétylacétonate de cuivre(II) catalyse des réactions de couplage et de transfert de carbènes. Le triflate ou trifluorométhylsulfonate de cuivre(II) est également un catalyseur.
L'oxyde mixte de baryum de cuivre et d'yttrium figure parmi les premiers matériaux céramiques supra-conducteur à température de l'azote liquide.

#### Cuivre(III)
Le cation Cu3+ est peu stable et n'existe que par stabilisation sous forme de complexes. Il existe Cu2O3
Un composé représentatif du cuivre(III) est le CuF63−. Il existe aussi K3CuF6, KCuO2, etc.
Les composés de cuivre(III) sont peu courants mais sont impliqués dans une grande variété de réactions en biochimie non organique et en catalyse homogène. Les cuprates supraconducteurs contiennent du cuivre(III), tels que YBa2Cu3O7-δ.

#### Cuivre(IV)
Les composés de cuivre(IV), tels que les sels de CuF62−, sont très rares.

### Dosage
La quantité de cuivre dans différents milieux est quantifiable par différentes méthodes analytiques. Pour dissocier le cuivre de la matrice de son milieu, il faut, la plupart du temps, effectuer une digestion à l’aide d’un acide (en général l’acide nitrique et/ou l’acide chlorhydrique). Le centre d’expertise en analyse environnementale du Québec utilise des techniques couplées, soient l’ICP-MS pour les analyses dans la chair de poissons et des petits invertébrés, et l’ICP-OES pour les analyses dans l’eau qui doit préalablement être acidifiée.

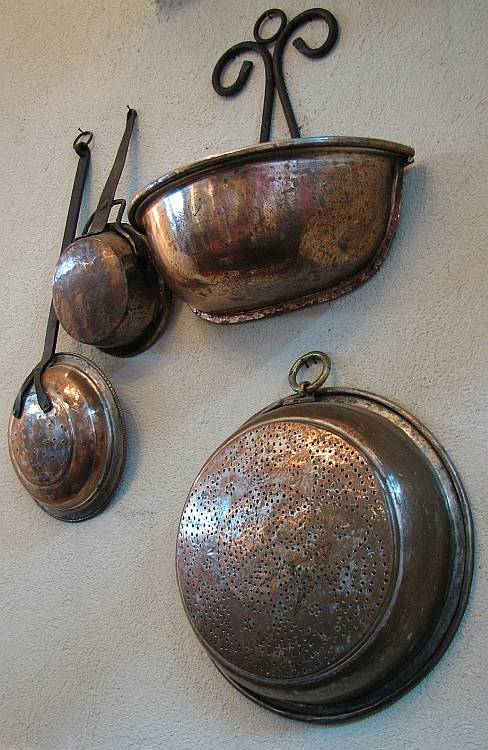
Anciens ustensiles de cuisine en cuivre, dans un restaurant de Jérusalem.

## Utilisations et applications du corps simple, des alliages et des composés

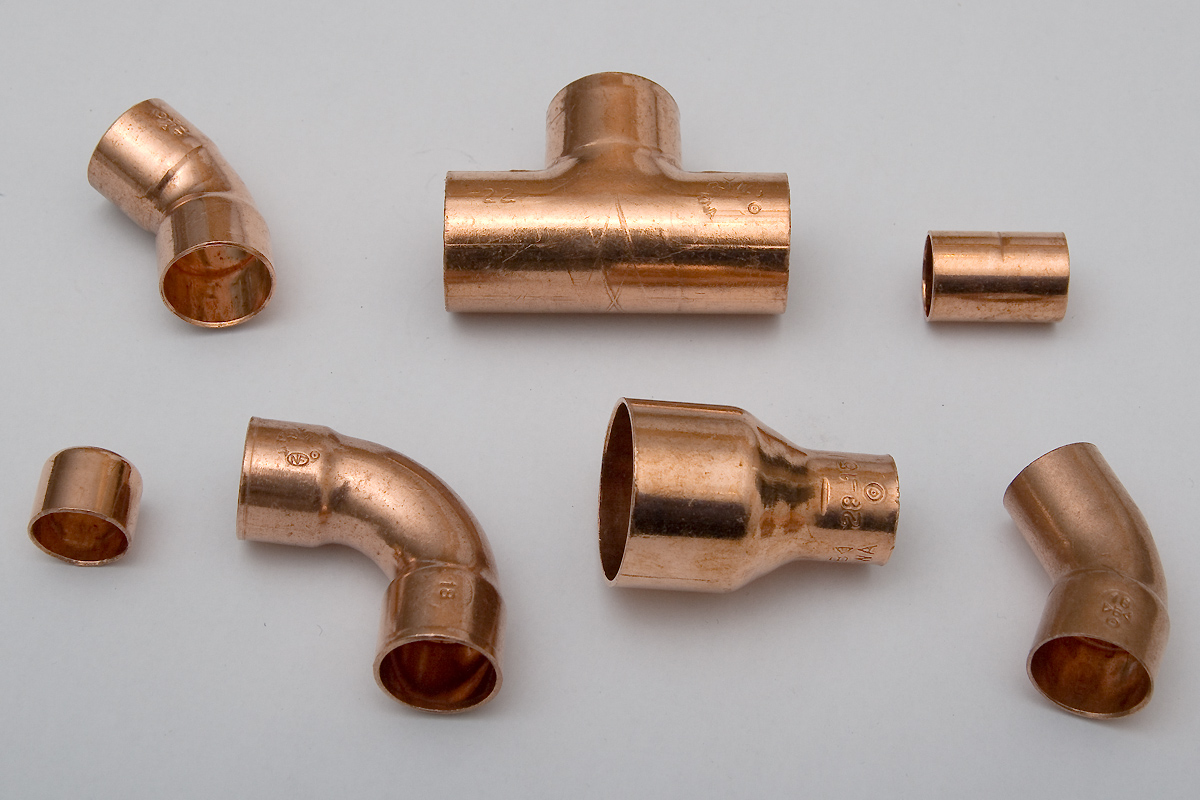
Assortiment de raccords en cuivre.

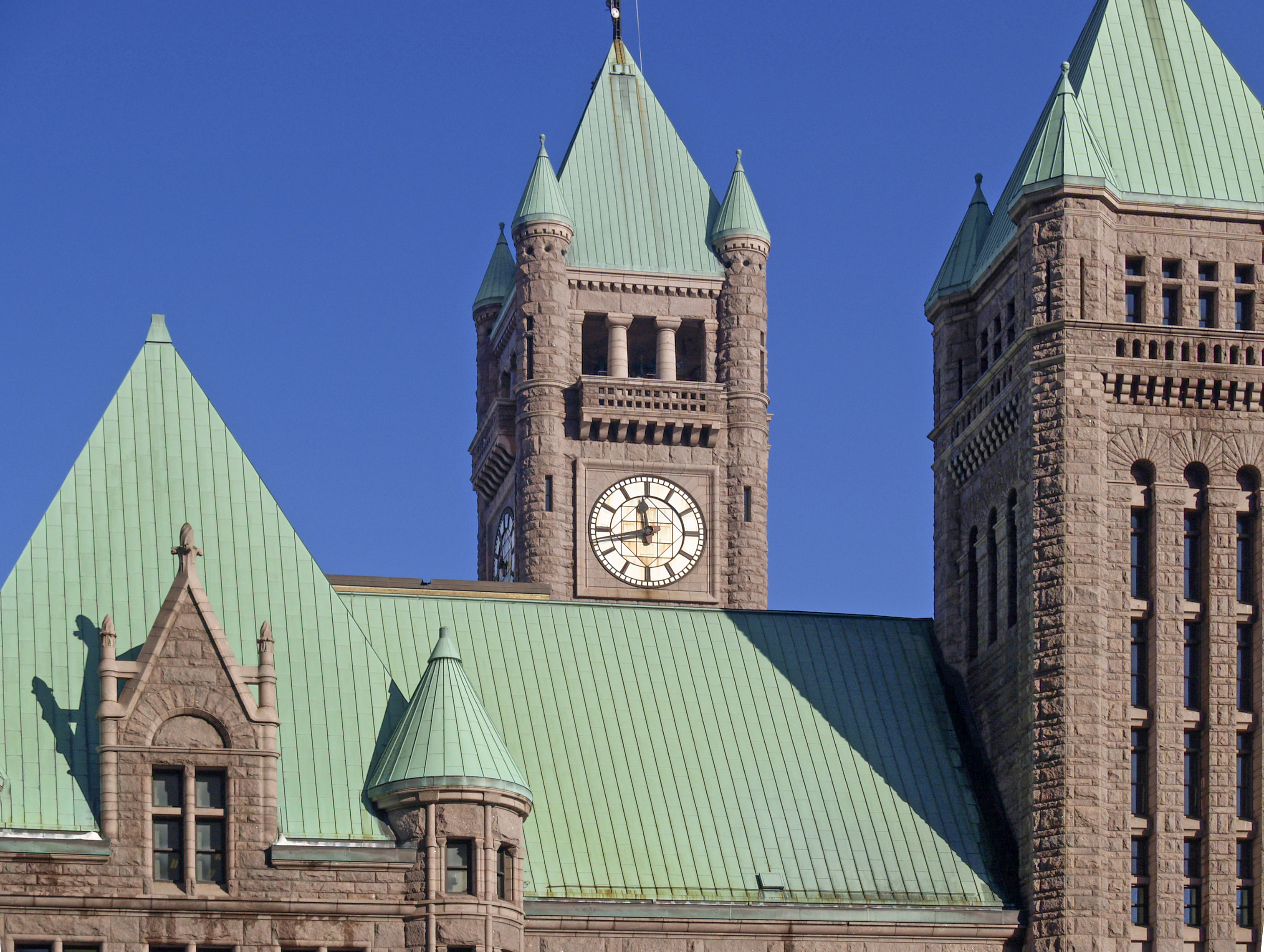
Toiture en cuivre du Minneapolis City Hall, recouverte de patine.

Environ 98 % de l'élément cuivre est utilisé sous forme du corps simple métallique ou de ses alliages, profitant de ses propriétés physiques spécifiques - malléabilité et ductilité, bonne conductivité thermique et électrique et du fait qu’il est résistant à la corrosion. Le cuivre s’avère souvent trop mou pour certaines applications, aussi est-il intégré à de nombreux alliages. On compte parmi ceux-ci le laiton, alliage de cuivre et de zinc ou le bronze, alliage de cuivre et d'étain.
On peut usiner le cuivre, bien qu’il soit souvent nécessaire de faire appel à un alliage pour les pièces de forme complexe, comme les pièces filetées, afin de conserver des caractéristiques d’usinabilité satisfaisantes. Sa bonne conductivité thermique permet de l’utiliser pour les radiateurs et les échangeurs de chaleur, comme autrefois les chaudières et les alambics.
Les propriétés du cuivre (haute conductivité électrique et thermique, résistance à la corrosion, recyclabilité) font de ce métal une ressource naturelle très utilisée. Il permet de confectionner du matériel de conduction électrique (barre, câbles, fils électriques - dont fils téléphoniques, gaines hertziennes), des plaques et tôles de cuivre pour couverture, des ustensiles de cuisine, des objets décoratifs, des plaques pour galvanoplastie et clichage sur cuivre.
Il sert ainsi dans le secteur de l'électricité, l'électronique, les télécommunications (réseaux câblés, microprocesseurs, batteries), dans la construction (tuyauterie d'eau, couverture de toit), dans l'architecture, les transports (composants électromécaniques, refroidisseurs d'huile, réservoirs, hélices), les machines-outils, des produits d'équipement (plateformes pétrolières) et de consommation (ustensiles de cuisine, parfois par doublage des vaisseaux en feuilles minces, autrefois ustensiles de boulangerie) mais aussi des pièces de monnaie comme l'euro. Le cuivre sert fréquemment en galvanoplastie, en général comme substrat pour le dépôt d’autres métaux, comme le nickel.
La pièce d'un euro (l'Arbre étoilé dessiné par Joaquin Jimenez pour les euros frappés en France) est constituée d'un centre « blanc » en cupronickel (75 % Cu 25 % Ni) sur âme de nickel et d'une couronne « jaune » en maillechort (75 % Cu 20 % Zn 5 % Ni). Les alliages (centre et couronne) sont inversés pour la pièce de deux euros.

### Industries mécaniques et électriques
On retrouve du cuivre dans un grand nombre d’applications contemporaines et dans de nombreuses industries différentes : télécommunications, bâtiment, transports, énergie et énergies renouvelables. Du fait de sa très bonne conductivité électrique et thermique, le cuivre est utilisé dans de nombreuses applications. Il est le meilleur conducteur électrique parmi l’ensemble des métaux non précieux. À titre d’exemple, la conductivité électrique du cuivre (59,6 × 106 S m−1) est supérieure de 58 % à celle de l’aluminium (37,7 × 106 S m−1).
Les équipements électriques et électroniques contiennent jusqu'à 20 % de leur poids en cuivre. Du fait de sa grande densité (8,94 g/cm3) il ne peut cependant pas être utilisé dans les lignes haute tension aériennes où l’aluminium s’impose en raison de sa légèreté. Ses propriétés électriques sont largement exploitées, et son utilisation en tant que conducteur, dans les électroaimants, les relais, les barres de distribution et les commutateurs. Les circuits intégrés utilisent de plus en plus le cuivre au lieu de l’aluminium du fait de sa conductivité électrique plus élevée, tout comme les circuits imprimés. Il est également utilisé comme matériau pour la fabrication des radiateurs pour ordinateurs, du fait de sa meilleure conductivité thermique que celle de l’aluminium. Les tubes à vide, les tubes à rayons cathodiques et les magnétrons présents dans les fours à micro-ondes font appel au cuivre, comme les guides d’ondes pour l’émission de micro-ondes.
Dans certaines applications thermiques (les radiateurs d’automobile par exemple), pour des raisons économiques, il est parfois remplacé par des matériaux moins performants en termes de rendement (aluminium, matériaux de synthèse). Le cuivre est rarement utilisé pur, sauf pour les conducteurs électriques et dans le cas où l'on souhaite une grande conductivité thermique, car le cuivre pur est très ductile (capacité élevée d'allongement sans rupture).
Il est montré que les conductivités thermique et électrique du cuivre sont très fortement liées. Cela résulte du mode de transmission de la chaleur et de l'électricité dans les métaux, qui se fait majoritairement par déplacement d'électrons. À noter à ce titre que le cuivre servant dans ce domaine doit être extrêmement pur (minimum 99,90 % selon les normes internationales). Les impuretés solubles dans la matrice de cuivre telles que le phosphore (même en très faible proportion) diminuent très fortement la conductivité.
Le cuivre est couramment utilisé en laboratoire comme cible dans les tubes à rayons X pour la diffraction sur poudres. La raie K{\displaystyle \alpha } du cuivre a pour longueur d'onde moyenne 1,541 82 Å.

### Architecture et industrie
Alors que, pour les applications électriques, on utilise du cuivre non oxydé, le cuivre utilisé en architecture est du cuivre phosphoreux désoxydé (également nommé Cu-DHP).
Depuis l’antiquité, on utilise le cuivre comme matériau de couverture étanche, ce qui donne à nombre de bâtiments anciens l’aspect vert de leurs toitures et coupoles. Au début se forme de l’oxyde de cuivre, bientôt remplacé par du sulfure cuivreux et cuivrique, et enfin par du carbonate de cuivre. La patine finale de sulfate de cuivre (dénommée « vert-de-gris ») est très résistante à la corrosion.
- Statuaire : la statue de la Liberté, par exemple, comporte 179 220 livres (81,29 tonnes métriques) de cuivre.
- Allié au nickel, par exemple dans le cupronickel et le monel, il est utilisé en construction navale en tant que matériau résistant à la corrosion.
- Du fait de son excellente dissipation thermique, il est utilisé pour la boîte à feu des chaudières à vapeur de Watt.
- Les composés de cuivre sous forme liquide servent à la préservation du bois contre les dégâts causés par la pourriture sèche, en particulier lors du traitement de parties originales de structures en cours de restauration.
- On peut placer des fils de cuivre sur des matériaux de toiture non conducteurs pour limiter le développement des mousses (on peut également utiliser le zinc à cet effet.)
- Le cuivre sert également pour empêcher les éclairs de frapper directement un bâtiment. Placées en hauteur au-dessus du toit, des pointes de cuivre (paratonnerres) sont reliées à un câble de cuivre de forte section lui-même connecté à une grande plaque métallique enterrée. La charge est dispersée dans le sol, au lieu de détruire la structure principale.

Le cuivre présente une bonne résistance à la corrosion, cependant inférieure à celle de l’or. Il a d’excellentes propriétés en soudage et brasage et peut également être soudé à l’arc, bien que les résultats obtenus soient meilleurs avec la technique de soudage à l’arc sous gaz neutre, avec apport de métal.

Principe du brasage.

### Alliages
Les alliages de cuivre sont très largement utilisés dans de nombreux domaines. Les alliages les plus célèbres sont certainement le laiton (cuivre-zinc) et le bronze (cuivre-étain) qui ont été élaborés bien avant qu'on ne fasse les premières coulées de cuivre pur. Les fonts baptismaux de la collégiale Saint-Barthélemy de Liège ont fasciné les chercheurs à ce niveau. Il a fallu se rendre à l'évidence que le laiton est nettement plus facile à mettre en œuvre que le cuivre pur et le zinc pur séparés.
- Pièces conductrices : par exemple pour usage électrotechnique, en particulier en laiton rouge ou en tombac.
- Pièces mécaniques : le cuivre pur ou légèrement allié présente des propriétés mécaniques satisfaisantes mais il n'est généralement pas utilisé en raison de sa densité élevée.
- Pièces de frottement et d'usure : voir l'article Tribologie.
- Pièces devant résister à la corrosion, l'oxyde de cuivre est stable à température ambiante et recouvre généralement par une fine couche isolante les pièces en cuivre.
- Instruments de musique, en particulier en tombac ou laiton rouge à 20 % de zinc, les cuivres, mais aussi les cymbales, les timbales, les cloches ou clochettes en différents bronzes à 20 à 25 % d'étain.
- Pièces de bijouterie.
- Pièce de cartouches, par exemple en tombac : voir infra Armement.

### Applications des composés de cuivre
Environ 2 % de la production de cuivre sert à la production de composés chimiques. Les applications principales sont les compléments alimentaires et les fongicides pour l’agriculture.
Le sulfate de cuivre, à l'instar d'autres sels de cuivre, peut être utilisé comme pigment vert pour peintures, comme fongicides et algicides. On le retrouve dans la bouillie bordelaise.
Les carboxylates de cuivre servent comme fongicides et comme catalyseurs.
Les usages des sels de cuivre sont également divers :
- en tant que composant des glaçures pour céramique et pour colorer le verre ;
- produit d’extinction Classe D utilisé sous forme de poudre pour éteindre les feux de lithium par étouffement du métal en combustion et en jouant le rôle de dissipateur thermique ;
- fibres textiles, pour réaliser des tissus de protection antimicrobiens[32].

### Autres applications spécifiques

#### Armement
- Les ogives (« balles ») des munitions dites « blindées » pour armes longues ou de poing sont constituées couramment d’une chemise en cuivre entourant un cœur généralement en plomb.
- Le cuivre, sous forme de laiton, est souvent utilisé pour réaliser des boîtiers.
- Le cuivre est également utilisé dans les munitions dites à charge creuse destinées à percer les blindages, ainsi que dans les explosifs utilisés en démolition (lame).

#### Pyrotechnie
En pyrotechnie, les composés du cuivre ou autrefois la poudre fine de cuivre colorent une gerbe de feux d'artifice en bleu.

#### Supraconductivité
L'oxyde cuprique CuO associé à l'oxyde d'yttrium Y2O3, l'oxyde de baryum BaO, l'oxyde de strontium SrO, l'oxyde de bismuth Bi2O3 peut former des céramiques ou nano-assemblages supraconducteurs vers −140 °C.
De même, mais à plus basses températures, CuS. CuS2 et CuSe2 se remarquent par leur supraconductivité.
L'intérêt pour les cuprates dans ce domaine a été lancé par les travaux de deux spécialistes des pérovskites Georg Bednorz et Alex Müller publiés en 1986 qui supposaient initialement une supraconductivité à −238 °C pour BaLaCuO.

#### Applications biomédicales
- Le sulfate de cuivre(II) est utilisé comme fongicide et pour limiter la prolifération des algues dans les étangs et piscines domestiques. On l’utilise sous forme de poudre et de pulvérisation, en jardinage, pour lutter contre le mildiou[31].
- Le cuivre 62 PTSM, composé contenant du cuivre-62 radioactif, sert de marqueur radioactif en tomographie par émission de positron (PET) pour la mesure des débits sanguins au niveau du cœur.
- Le cuivre-64 en tant que marqueur radioactif en tomographie par émission de positron (PET) en imagerie médicale. Associé dans un complexe chélaté, il peut être utilisé pour le traitement du cancer par radiothérapie.

#### Applications en aquaculture
Les alliages de cuivre ont pris une place importante en tant que matériaux utilisés dans les filets dans l’industrie de l’aquaculture. Ce qui place les alliages de cuivre à part des autres matériaux est qu’ils sont antimicrobiens. Dans un environnement marin, les propriétés antimicrobiennes et algicides des alliages de cuivre empêchent l’encrassement biologique. En plus de leurs propriétés antifouling, les alliages de cuivre présentent des propriétés de résistance structurale et à la corrosion en milieu marin. C’est la combinaison de toutes ces propriétés – antifouling, haute résistance mécanique et à la corrosion – qui font des alliages de cuivre des matériaux de choix pour les filets et comme matériaux de structure dans les exploitations de pisciculture commerciales à grande échelle.

## Toxicologie et rôle d'oligo-élément en biologie
Le cuivre et surtout ses sels solubles sont reconnus toxiques et vénéneux à doses importantes ou fortes. À très faible dose, il s'agit d'un oligo-élément bien connu. Le corps humain contient environ 150 mg de cuivre sous diverses formes, et les besoins quotidiens sont de l'ordre de 2 mg pour une personne de 75 kg.
Il ne faut pas conserver des aliments dans des vases ou récipients en cuivre. La sagesse antique réservait ce métal à surface propre aux opérations de chauffage ou de transferts thermiques avec parfois des effets catalytiques recherchés, car les opérateurs connaissaient la dangerosité des sels solubles et vénéneux. Une solution technique possible a été l'étamage, c'est-à-dire l'application d'une fine couche d'étain à chaud, par exemple à certains ustensiles de cuisine. Mais dans ce cas, les surfaces protégées perdent leurs propriétés catalytiques.
L'ion cuivrique Cu2+ est soluble dans l'eau, ses solutions aqueuses sont un poison violent pour les micro-organismes et même à faible concentration, il a un effet bactériostatique et fongicide, assez éphémère, rarement pluriannuel. Dans certaines applications, cette propriété sert à prévenir le développement des germes et champignons (canalisations d'eau sanitaire, culture de la vigne, coques de bateaux et boiseries, etc.).
Il est par ailleurs un oligo-élément vital pour toutes les plantes supérieures et les animaux. Il est naturellement présent dans le corps humain et indispensable au bon fonctionnement de nombreuses fonctions physiologiques : système nerveux et cardiovasculaire, absorption du fer, croissance osseuse, bonne marche des fonctions immunitaires et régulation du cholestérol.

### Étude toxicologique et précautions

#### Écotoxicologie

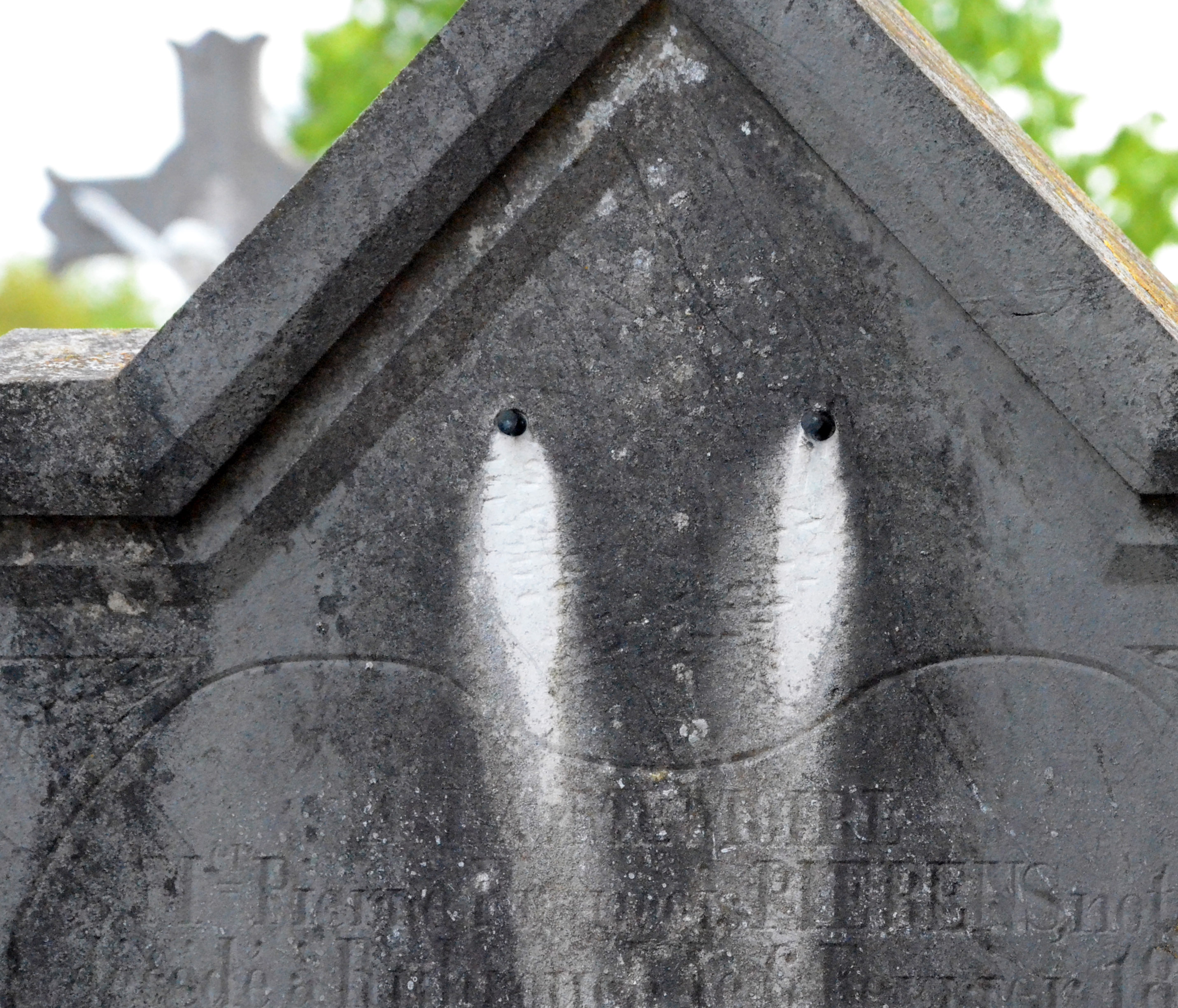
Sur cette pierre tombale, deux clous de laiton riches en cuivre ont libéré de très faibles doses de cuivre. Ces doses, bien qu'infimes ont tué la totalité des bactéries, mousses et lichens, laissant la pierre comme « neuve ».

Le cuivre, quand il est présent sous forme d'ions ou de certains composés biodisponibles peut être écotoxique même à faible dose notamment pour certains organismes aquatiques, et sur terre pour les mousses et lichens, ce pourquoi il est employé dans de nombreux antifoolings et agent de traitement des bois utilisés à l'extérieur.
Une thèse a porté sur le couple sol-végétation d'une zone où la teneur en cuivre du sol est naturellement très élevée en raison d'une roche-mère sous-jacente riche en cuivre, sur les collines de l'Arc cuprifère katangais en République Démocratique du Congo (RDC). Là, les roches métallifères (riches cuivre, cobalt, nickel, plomb, zinc) affleurent. 41 fosses pédologiques y ont été creusées. Elles montrent que « les teneurs en Cu et Co mesurées en profondeur sont largement plus élevées que dans les zones non métallifères et qu'elles constituaient donc des contraintes chimiques au développement de la végétation au même titre que les teneurs mesurées en surface ». Deux paramètres écotoxicologiquement majeurs sont la solubilité et/ou biodisponibilité du Cuivre dans le sol (de même que celle d'autres métaux toxiques souvent conjointement présents dans les gisements géologiques de cuivre). La lithologie et certains processus d'érosion ou de transferts de surface semble aussi être un facteur important. Dans ces zones "naturellement contaminées", bien que la flore ait eu des millions d'années pour s'adapter, la biomasse végétale est toujours diminuée. La lysimétrie permet d'évaluer les transferts par l'eau. Ici ils ont montré que le Cu et le Co sont potentiellement mobiles verticalement et/ou latéralement dans les écosystèmes via la solution du sol (et la bioturbation, par exemple via les racines ou les vers de terre). 
les propriétés physico-chimiques du sol (pH, taux de matière organique, processus de sorption..) conditionnent le devenir du cuivre qui circule dans l'eau du sol.

#### Risques pour l'agriculture et l'élevage
Du fait de ses propriétés algicides, bactéricides et antifongiques, le cuivre est également utilisé comme pesticide pour l’agriculture. Conformément à la Directive européenne 2092/91, il peut être utilisé en agriculture biologique sous forme d’hydroxyde de cuivre, d’oxychlorure de cuivre, de sulfate de cuivre et d’oxyde de cuivre. Il est en particulier utilisé en viticulture biologique sous forme de bouillie bordelaise pour lutter contre le mildiou. Cette technique ancestrale est efficace, mais doit être raisonnée : un épandage trop intensif peut entraîner une accumulation de cuivre dans le sol et - à long terme - en détériorer la qualité. Des effets toxiques ont par exemple été observé chez le mouton pâturant près de vignes. Ce mammifère est l'un des plus sensibles au cuivre - parmi ceux dont les réactions au cuivre ont été étudiées : 15 mg de Cu par kg d'aliment est le seuil létal. L’Union européenne a fixé à 150 mg/kg la teneur maximale des sols en cuivre en agriculture biologique.
Les moûts de raisin issus de la viticulture biologique peuvent renfermer du cuivre. Celui-ci est soustrait des vins par traitement au ferrocyanure de potassium ou par le monosulfure de sodium qui le précipite à l’état de sulfures éliminés avec les levures et les lies.
D'autres problématiques liées à une utilisation du cuivre en trop grande quantité existent, par exemple dans l’élevage porcin, où le cuivre est parfois utilisé comme complément alimentaire. Facteur de croissance pour le porcelet en post-sevrage, il est parfois incorporé à des niveaux jusqu'à trente fois supérieurs aux besoins de l’animal. De telles pratiques conduisent à une trop forte concentration de cuivre dans les lisiers, qui après épandage, peuvent alors poser des problèmes environnementaux (des phénomènes de phytotoxicité pourraient apparaître à moyen terme dans certaines régions d'élevage intensif). Une réduction des apports de cuivre dans l'alimentation du porc serait un moyen de diminuer ces risques environnementaux.

#### Risques pour l'Homme
Pour l’Homme, le cuivre ingéré à très haute dose, en particulier sous ses formes oxydées (vert-de-gris, oxyde cuivreux, oxyde cuivrique) ou sous des formes souvent chroniques de poussières de composés de cuivre peut se révéler nocif. Quelques cas d’exposition prolongée au cuivre ayant entraîné des désordres sur la santé ont été observés. La Fiche de données toxicologiques et environnementales des substances chimiques de l’INERIS consacrée au cuivre et à ses dérivés peut être consultée librement.
L'empoisonnement aigu est rare, car l'ingestion de grande quantité provoque des réactions violentes de l'organisme, notamment des vomissements. Les anciens chimistes de laboratoire, qui pouvaient être confrontés à quelques accidents, proposaient des contre-poisons peu ou prou efficaces, comme l'ingestion régulée d'albumine (blanc d'œuf délayé dans l'eau), de la limaille de zinc [sic] ou de la poudre de fer réduite par de l'hydrogène comme réducteur, car le cuivre métallique n'était pas considéré comme vénéneux.
La contamination à la poussière de cuivre et à ses composés peut provoquer un état de malaise fiévreux proche d'une maladie virale ou petite grippe, autrefois dénommée la « fièvre du fondeur ». Avec le repos, le malaise disparaît en deux jours.
L'exposition quotidienne au cuivre, à long terme peut provoquer une irritation des zones affectées pour les particules ou poussières, les muqueuses, les fosses nasales et la bouche, sans oublier les yeux. Elle entraîne maux de tête, maux d'estomac, vertiges, ainsi que vomissements et diarrhées. Les prises volontaires de fortes doses de cuivre peuvent provoquer des dommages irréversibles aux reins et au foie et conduire à la mort.
C'est un oligo-élément indispensable à la spermatogenèse (un taux anormalement bas de cuivre dans le plasma séminal est associé à l'oligospermie et à l'azoospermie), mais il peut, comme d'autres métaux, avoir un effet inhibiteur sur la motilité des spermatozoïdes. C'est ce que révèle une étude menée dans les années 1970 sur les métaux suivants : cuivre, laiton, nickel, palladium, platine, argent, or, zinc et cadmium).
D'autres travaux menés in vitro sur des rats ont montré dans les années 1980 que l’inhalation prolongée de chlorure de cuivre pouvait entraîner une immobilisation non réversible du sperme chez le rat,,,. Les auteurs, du Département d'études vétérinaires de l'université de Sydney, remarquent que cet effet pourrait expliquer l'efficacité contraceptive des stérilets en cuivre, en plus de l'effet mécanique du stérilet qui inhibe le processus contraceptif en milieu utérin humain,. Une autre étude montre que c'est une phagocytose activée par les leucocytes de la cavité utérine qui expliquerait l'efficacité des stérilets de cuivre.

### Un oligo-élément indispensable à la vie
Le cuivre est un oligo-élément indispensable à la vie (hommes, plantes, animaux, et micro-organismes). Le corps humain contient normalement du cuivre à une concentration d’environ 1,4 à 2,1 mg/kg. On trouve du cuivre dans le foie, les muscles et les os. Le cuivre est transporté par la circulation sanguine au moyen d’une protéine nommée céruléoplasmine. Après absorption du cuivre au niveau de l’intestin, il est acheminé vers le foie, lié à l’albumine. Le métabolisme et l’excrétion du cuivre sont contrôlés par la fourniture au foie de céruléoplasmine, et le cuivre est excrété dans la bile. Au niveau cellulaire, le cuivre est présent dans nombre d’enzymes et de protéines, y compris la cytochrome c oxydase et certaines superoxydes dismutases (SOD). Le cuivre sert au transport biologique d’électrons, par exemple les protéines « bleu cuivre », azurine et plastocyanine. La dénomination « bleu cuivre » vient de leur intense couleur bleue due à une bande d’absorption (autour de 600 nm) par transfert de charge coordinat/métal (LMCT). Nombre de mollusques et certains arthropodes, tels que la limule, font appel, pour le transport de l’oxygène, à un pigment à base de cuivre, l’hémocyanine, plutôt qu’à l’hémoglobine, possédant un noyau fer, et leur sang est bleu, et non rouge, lorsqu’il est oxygéné.
Diverses agences de santé dans le monde ont défini des normes nutritionnelles journalières. Les chercheurs spécialisés en microbiologie, toxicologie, nutrition et évaluation des risques sanitaires travaillent ensemble à définir avec précision les quantités de cuivre requises par l'organisme, en évitant les déficits ou les surdosages en cuivre. En France, les apports nutritionnels conseillés (ANC) par l’Agence française de sécurité sanitaire des aliments sont de 1 mg/j chez l’enfant jusqu’à 9 ans, 1,5 mg/j chez l’adolescent jusqu’à 19 ans, et 2 mg/j chez l’adulte.

### Excès et manque de cuivre
Chez l'Homme et les mammifères, le cuivre est notamment nécessaire à la formation de l'hémoglobine, il intervient dans la fonction immunitaire et contre le stress oxydant. Comme il facilite l’assimilation du fer, un déficit en cuivre peut souvent donner lieu à des symptômes analogues à une anémie. Chez certaines espèces, il remplace même le fer pour le transport de l'oxygène. C’est le cas de la limule (arthropode) dont le sang est bleu, ou de certains chironomes qui sont verts.
Un déficit en cuivre est également associé à une diminution du nombre de certaines cellules sanguines (cytopénie) et à une myélopathie. Le déficit se voit essentiellement après une chirurgie digestive (dont la chirurgie bariatrique et les surcharges en zinc (le zinc étant absorbé de manière compétitive avec le cuivre par le tube digestif)).
Inversement, une accumulation de cuivre dans les tissus peut provoquer chez l’Homme la maladie de Wilson.

### Propriétés antibactériennes
Depuis l’Antiquité, le métal rouge est utilisé par l’Homme pour ses vertus sanitaires, notamment pour soigner les infections et prévenir les maladies. Avant même la découverte des micro-organismes, les Égyptiens, les Grecs, les Romains et les Aztèques utilisaient des préparations à base de cuivre pour leurs maux de gorge, éruptions cutanées et pour l’hygiène quotidienne. Au XIXe siècle, après la découverte du lien de causalité entre le développement de germes pathogènes et la déclaration des maladies, de nombreux scientifiques se sont intéressés à l’exploitation des propriétés antibactériennes du cuivre. Actuellement, le cuivre est utilisé par l’industrie pharmaceutique, dans des applications allant des antiseptiques et antimycosiques aux produits de soins et d’hygiène (crèmes, ampoules d’oligo-éléments, etc.).
S’il est bénéfique à faibles doses, l'ion Cu2+ peut cependant, comme la plupart des éléments chimiques, se révéler toxique pour certains organismes à des concentrations très élevées (des cas de contaminations ont été identifiés à l'âge du bronze sur des squelettes d’hommes ou d’animaux à proximité des anciennes mines de cuivre de l'actuelle Jordanie) ou lorsqu’il est associé à d’autres matériaux comme le plomb (une telle association pourrait aggraver le risque de maladie de Parkinson).
En mars 2008, l’Agence américaine de protection de l’environnement (EPA) a homologué le cuivre et ses alliages en tant qu’agents antibactériens capables de lutter contre la prolifération de certaines bactéries responsables d’infections potentiellement mortelles. Le cuivre, le bronze et le laiton sont ainsi les premiers matériaux officiellement autorisés à revendiquer des propriétés sanitaires aux États-Unis. Cette reconnaissance est une étape importante pour l’utilisation du cuivre comme agent antibactérien.

#### Construction
Dans le domaine de la construction, les vertus bactériostatiques et antifongiques du cuivre, sa résistance à la corrosion et son imperméabilité justifient également son utilisation dans les canalisations d'eau, et dans certains pays, pour les toitures et gouttières (ni mousse ni plantes ne s'y installent). Le cuivre est le matériau le plus utilisé à travers le monde pour la distribution d’eau sanitaire, et celui pour lequel on dispose du retour d’expérience le plus important, portant sur plusieurs décennies d’utilisation. Des canalisations en cuivre contribuent à prévenir et limiter le risque de contamination des réseaux d’eau par certaines bactéries comme les légionelles, responsables de la légionellose, maladie pulmonaire mortelle dans 10 % des cas. Selon le Pr Yves Lévi, directeur du Laboratoire Santé Publique et Environnement, université Paris-Sud 11 : « Si aucun matériau ne peut garantir l’absence totale de bactéries dans les réseaux, le cuivre permet néanmoins de limiter les risques ».

#### Peintures antifouling
Les propriétés antibactériennes sont à l’origine d’une autre application : les peintures dites « antifouling », ou anti-salissures, dont sont recouvertes les coques des bateaux. Celle-ci empêche la prolifération et la fixation d'algues et de micro-organismes marins qui ralentissent les embarcations et augmentent les risques de corrosion. Le cuivre pur est le principal composant actif de ces peintures (jusqu’à deux kilogrammes de poudre de cuivre par litre). Aujourd’hui utilisées pour la plupart des bateaux, elles ont remplacé les feuilles de cuivre qui étaient autrefois clouées sur les parties immergées de la coque des navires et qui avaient le même effet. Inventée par les phéniciens, cette technique avait été généralisée à la fin du XVIIIe siècle par tous les chantiers navals. Dans la marine, le cuivre et ses alliages (bronze ou laiton) sont également utilisés pour leur résistance à la corrosion (clous, hublots, accastillage, hélice).
Le même principe est parfois appliqué pour protéger les toitures : un simple fil de cuivre tendu sur le faîte d'un toit empêche l’apparition de mousses ou d’algues qui pourraient y pousser.

#### Surfaces de contact
Depuis 2007, une nouvelle application d’avenir a vu le jour dans plusieurs pays à travers le monde : l’utilisation de surfaces de contact en cuivre (poignées de porte, tirettes de chasse d'eau, barres de lits) en milieu hospitalier pour réduire les risques d’infections nosocomiales.
En janvier 2010, l’hôpital privé St Francis en Irlande a été équipé de poignées de porte en cuivre dans le but de limiter les risques d’infections nosocomiales. C’est la première fois qu’un établissement de santé va exploiter les propriétés antibactériennes du cuivre dans le but de se prémunir contre ce type d’infection et d’accroître la sécurité de ses patients. Les résultats très prometteurs des études de laboratoire et de terrain menées en Grande-Bretagne depuis 2007 sur le potentiel antibactérien du métal rouge sont à l’origine de la décision des dirigeants de l’hôpital. Les résultats de l’expérimentation de l’hôpital de Birmingham montrent en effet que les surfaces en cuivre permettent d’éradiquer 90 à 100 % des micro-organismes tels que le staphylocoque doré résistant à la méticilline (SARM) en milieu hospitalier.
En France, c'est le service de réanimation et de pédiatrie de l'hôpital public de Rambouillet qui a testé le premier ce métal pour lutter contre les maladies nosocomiales (sur les poignées de porte, barres de lits, mains courantes, plaques de propreté),.
Lors du 25e congrès de la Société française d'hygiène hospitalière, le Centre hospitalier d’Amiens a révélé publiquement les résultats d'une expérimentations confirmant l’efficacité du cuivre contre les bactéries en milieu hospitalier. Selon les résultats de cette expérience, le cuivre a permis de faire baisser de façon significative la présence de bactéries au sein du service de néo-natalité du CHU d’Amiens.
La clinique Arago, établissement sanitaire parisien spécialisé dans des soins orthopédiques, situé dans l'enceinte de l'hôpital Saint-Joseph à Paris, a fait installer des poignées de porte et des mains courantes en cuivre afin de prévenir les maladies nosocomiales.
Mais le coût élevé de la matière première devient vite un frein pour les établissements de santé. L'entreprise française MétalSkin développe alors un procédé de revêtement constitué de cuivre recyclé en poudre mélangé à de la résine,. Un test, réalisé en 2013 à la clinique Saint-Roch de Montpellier, s'est avéré probant. Ce revêtement peut diviser par 3 000 le nombre de bactéries en une heure. La forme soluble de ce revêtement permet d'élargir les supports sur lesquels il peut être appliqué. Ainsi, les claviers ou souris d'ordinateur, les coques de portable et toutes les surfaces potentiellement propagatrices de bactéries peuvent être traitées pour devenir auto-décontaminantes.

#### Normes antibactériennes
Initialement, la norme ISO 22196 (version internationale de la norme japonaise JIS Z 2801) définissait la mesure de l'action antibactérienne sur les surfaces en plastique et autres surfaces non poreuses. Mais très vite, le protocole de mesure s'est trouvé trop éloigné des conditions réelles du terrain.
À partir de 2016, une étude sur le référentiel normatif est menée et l'Afnor crée une commission de normalisation, regroupant différents experts, telle que l'Agence nationale de sécurité sanitaire de l'alimentation, de l'environnement et du travail, des microbiologistes ou des spécialistes de la réglementation et des matériaux. En mai 2019, la norme NF S90-700 est créée. La norme S90-700 sur la mesure de l’activité de base des surfaces non poreuses demande que, sur quatre souches distinctes, une mortalité de 99 % soit observée en une heure (division par 100 ou 2 log) avec chacune d’entre elles.

## Production et économie
Le cuivre est le troisième métal le plus utilisé au monde après le fer et l'aluminium. Il s'agit du second des métaux non ferreux en importance, loin devant le zinc, le plomb, le nickel ou l'étain.
La production minière de cuivre a été multipliée par vingt entre 1900 et 1990, puis à nouveau par deux entre 1990 et 2019, pour y atteindre annuellement 20,3 Mt. La production mondiale de cuivre raffiné dépasse quant à elle les 18 Mt. La consommation mondiale totale de cuivre (cuivre primaire raffiné plus cuivre recyclé) a plus que doublé entre le début des années 1970 et 2008 pour atteindre 23,5 Mt. En 1990, pour une consommation mondiale annuelle répertoriée de 8,5 Mt, 470 kt l'étaient en France. Environ 70 % du cuivre métal commercialisé se présentait à cette époque à l'état pur sous forme de fils électriques, de tubes, de laminés, et le reste sous forme d'alliages.
La forte corrélation du cuivre à la conjoncture industrielle fait de l'étude du marché du cuivre un excellent indicateur avancé de l'état de l'économie.

Tendance de la production mondiale : 1900-2000.

### Production minière
La production minière annuelle de cuivre a fortement augmenté depuis le début du XXe siècle, passant de 0,5 Mt en 1900 à 11 Mt en 1990, puis 15 Mt en 2008, et 20,3 Mt en 2019.
Les onze principaux pays producteurs en 2019 totalisent 73,7 % de cette production : le Chili, le Pérou, la Chine, les États-Unis, la République démocratique du Congo, l'Australie, la Zambie, le Mexique, la Russie, le Kazakhstan et l'Indonésie. Quatre des dix plus importantes mines du cuivre du monde se situaient au Chili (Escondida, Collahuasi, El Teniente, Chuquicamata) et trois au Pérou (Cerro Verde II, Antamina et Las Bambas),.
Selon le webzine Illuminem, les principaux producteurs sont des sociétés constituées au Royaume-Uni, suivies des sociétés constituées au Chili, aux États-Unis et au Mexique, tandis que la Chine se classe au cinquième rang pour le contrôle économique des mines de cuivre.
| Rang  | Pays                             | Production 2020 (kt) | % mondial |
| ----- | -------------------------------- | -------------------- | --------- |
| 1     | Chili                            | 5 700                | 28,5      |
| 2     | Pérou                            | 2 200                | 11,0      |
| 3     | Chine                            | 1 700                | 8,5       |
| 4     | États-Unis                       | 1 200                | 6,0       |
| 5     | République démocratique du Congo | 1 300                | 6,5       |
| 6     | Australie                        | 870                  | 4,4       |
| 7     | Zambie                           | 830                  | 4,2       |
| 8     | Mexique                          | 690                  | 3,5       |
| 9     | Russie                           | 850                  | 4,3       |
| 10    | Kazakhstan                       | 580                  | 2,9       |
| 11    | Canada                           | 570                  | 2,9       |
| 12    | Indonésie                        | 380                  | 1,7       |
|       | autres                           | 370                  | 18,5      |
| Monde | Monde                            | 20 000               | 100       |

La production peine à suivre la forte progression de la demande, due aux besoins de la transition énergétique. Le premier obstacle est la baisse structurelle des teneurs : selon un rapport du Bureau de recherches géologiques et minières (BRGM), la concentration moyenne en cuivre dans les mines en exploitation atteint 0,62 %. Dans les sites récemment ouverts, elle ne dépasse pas 0,53 % et pour les projets à l'étude, elle tombe à 0,43 %. La seconde difficulté est l'impact des mines sur l'environnement, en particulier à cause de l'utilisation de l'eau, devenue hautement problématique pour de nombreuses mines situées dans des zones soumises à un fort stress hydrique. L'opposition des populations locales est grandissante : c'est l'une des causes de la victoire en 2021 des partis de gauche au Pérou ou au Chili.
La Russie a commencé en 2022 à exploiter la mine de cuivre de Novaya Chara, au nord de la Sibérie orientale, qui serait le troisième gisement au monde, avec des réserves de 26 Mt et une teneur élevée (plus de 1 %), selon son exploitant Udokan Copper, qui compte commencer par produire 160 kt de cuivre par an pour monter, à terme, à 400 kt.
On a utilisé le cuivre depuis au moins 10 000 ans, mais plus de 95 % de tout le cuivre jamais extrait et fondu l’a été depuis 1900. Comme pour nombre de ressources naturelles, la quantité totale de cuivre sur terre est importante (environ 1014 t dans le premier kilomètre de la croûte terrestre, correspondant à environ cinq millions d’années de réserve au taux d’extraction actuel)[réf. nécessaire]. Toutefois, seule une petite partie de ces réserves est économiquement viable, étant donné les prix et les technologies actuelles. Diverses estimations des réserves de cuivre disponibles pour l’extraction vont de 25 à 60 ans, en fonction des hypothèses de départ, telles que la demande en cuivre.
Le cours du cuivre, une des mesures de la disponibilité en approvisionnement en cuivre par rapport à la demande mondiale, a quintuplé lors des soixante dernières années ; faible en 1999, passant de 0,60 USD par livre (1,32 USD/kg) en juin 1999 à 3,75 USD par livre (8,27 USD/kg) en mai 2006, et chutant à partir de cette date à 2,40 USD par livre (5,29 USD/kg) en février 2007 ; il est ensuite remonté à 3,50 USD par livre (7,71 USD/kg = 3,89 £ = 5 €) en avril 2007.
Au début de février 2009, cependant, l’affaiblissement de la demande mondiale et une chute brutale du cours des matières premières depuis les valeurs élevées de l’année précédente ramenèrent le cours du cuivre à 1,51 USD par livre.
Le Conseil intergouvernemental des pays exportateurs de cuivre (CIPEC), disparu depuis 1992, a tenté jadis de jouer le même rôle que celui de l’OPEP pour le pétrole, mais il n’a jamais exercé la même influence, en particulier parce que le second plus gros producteur, les États-Unis, n’en ont jamais fait partie. Créé en 1967, ses principaux membres étaient le Chili, le Pérou, le Zaïre et la Zambie.

### Réserves mondiales
Les réserves mondiales estimées de cuivre s'élevaient à 2,1 milliards de tonnes en 2019, auxquelles s’ajoutent 3,5 milliards de tonnes non découvertes (estimation moyenne) réparties dans onze régions du monde. Treize pays regroupent 75 % des réserves identifiées : 23 % au Chili, 10 % au Pérou, 10 % en Australie, 7 % en Russie, 6 % aux États-Unis, 6 % au Mexique, 3 % en Chine, 3 % au Kazakhstan, 3 % en Indonésie, 2 % en Zambie, 2 % en République démocratique du Congo.
| Pays                             | Millions de tonnes |
| -------------------------------- | ------------------ |
| Chili                            | 200                |
| Australie                        | 93                 |
| Pérou                            | 77                 |
| Russie                           | 62                 |
| Mexique                          | 53                 |
| États-Unis                       | 48                 |
| République démocratique du Congo | 31                 |
| Indonésie                        | 24                 |
| Chine                            | 26                 |
| Zambie                           | 21                 |
| Autres pays                      | 180                |

### Principales mines de cuivre
Les vingt plus grandes mines représentent plus de 40 % de la production mondiale. La mine Escondida au Chili, notamment, produit à elle seule plus de 1,2 million de tonnes de cuivre par an. Sur ces vingt mines, quatorze sont entrées en production au XXe siècle, dont six avant 1975.
| N° | Nom                     | Pays       | Ouverture | Fermeture programmée | Propriétaire                                    |
| -- | ----------------------- | ---------- | --------- | -------------------- | ----------------------------------------------- |
| 1  | Mine d'Escondida        | Chili      | 1990      | 2076                 | BHP Group, Rio Tinto, Mitsubishi                |
| 2  | Mine de Collahuasi      | Chili      | 1989      | 2081                 | Glencore, Anglo American, Mitsui                |
| 3  | Mine de Grasberg        | Indonésie  | 1972      | 2041                 | Freeport-McMoRan, Gouvernement indonésien       |
| 4  | Mine de Rudna           | Pologne    | 1966      | 2040                 | KGHM Polska Miedź                               |
| 5  | Mine de Cerro Verde     | Pérou      | 1976      | 2053                 | Freeport-McMoRan, Sumitomo                      |
| 6  | Mine d'El Teniente      | Chili      | 1917      | 2083                 | Codelco                                         |
| 7  | Mine d'Antamina         | Pérou      | 2001      | 2028                 | Glencore, BHP Group, Teck Resources, Mitsubishi |
| 8  | Mine de Morenci         | États-Unis | 1987      | 2045                 | Freeport-McMoRan, Sumitomo                      |
| 9  | Mine de Buenavista (en) | Mexique    | 1991      | 20??                 | Southern Copper, filiale de Grupo México        |
| 10 | Mine de Las Bambas      | Pérou      | 2015      | 2036                 | MMG Limited                                     |
| 11 | Mine de Los Bronces     | Chili      | 1925      | 2048                 | Anglo American plc,Mitsubishi                   |
| 12 | Mine de Los Pelambres   | Chili      | 1999      | 2038                 | Antofagasta PLC                                 |
| 13 | Mine de Norilsk         | Russie     | 1939      | 2037                 | Nornickel                                       |
| 14 | Mine de Radomiro Tomic  | Chili      | 1998      | 2044                 | Codelco                                         |
| 15 | Mine de Chuquicamata    | Chili      | 1915      | 2057                 | Codelco                                         |
| 16 | Mine de Kansanshi       | Zambie     | 2005      | 2042                 | First Quantum Minerals                          |
| 17 | Mine Sentinel (en)      | Zambie     | 2015      | 2034                 | First Quantum Minerals                          |
| 18 | Mine de Mount Isa       | Australie  | 1990      | 2026                 | Glencore                                        |
| 19 | Mine d'Antapaccay       | Pérou      | 2012      | 2029                 | Glencore                                        |
| 20 | Mine de Toromocho       | Pérou      | 2015      | 2051                 | Aluminium Corporation of China                  |

### Demande
Du fait de ses multiples propriétés (conductivités thermique et électrique, résistance à la corrosion), le cuivre est devenu un métal incontournable dans les sociétés modernes. Il est couramment employé pour la fabrication des câbles et fils électriques, dans la plomberie, dans les équipements électroniques (circuits imprimés, puces électroniques), dans le secteur des transports (circuits de freinage, systèmes d’injection, etc.), dans les bâtiments et pour la fabrication de la monnaie. Sa demande est promise à une forte progression en tant que matériau essentiel dans le cadre de la transition énergétique. Les véhicules électriques consomment près de quatre fois plus de cuivre que ceux à moteurs thermiques et les besoins en cuivre par mégawatt sont beaucoup plus élevés pour l'hydroélectricité, le solaire et l'éolien que pour les centrales nucléaires ou à combustibles fossiles : une éolienne terrestre nécessite près de 5 t/MW de cuivre et des panneaux photovoltaïques en toiture près de 11 t/MW contre environ 1,5 t/MW pour le nucléaire et 1 t/MW pour une centrale à gaz.

### Recyclage
Dans le monde, le recyclage est devenu l'une des principales sources de cuivre. De ce fait, ainsi que du fait d’autres facteurs, l’avenir de la production et de la fourniture en cuivre est l’objet de nombreux débats, incluant le concept de « pic du cuivre », analogue à celui de pic pétrolier.
Sa relative stabilité chimique fait que, contrairement à de nombreuses autres matières premières, il est recyclable à l'infini, sans altération ni perte de performances. Le recycler économise jusqu’à 85 % d'énergie par rapport à sa production, et réduit les émissions de gaz à effet de serre (ainsi, « la seule production de cathodes à partir de cuivre recyclé permet d’économiser près de 700 000 tonnes de CO2 chaque année) ».
En 2008, 2,5 millions de tonnes de cuivre recyclé ont été utilisées en Europe, soit 43 % de l’utilisation totale sur la période selon l’ICSG. Au début des années 1990, un tiers du cuivre consommé en Europe occidentale provenait déjà du cuivre recyclé, soit par l'étape du raffinage soit par fabrication directe de demi-produits (laminés ou tubes en cuivre, barre de laiton, etc.).
Le recyclage provient de deux sources :
- la revalorisation du « cuivre secondaire » issu des produits arrivés au terme de leur cycle de vie, qui sont récupérés, triés et dont le cuivre peut être refondu ;
- la réintroduction directe des chutes d’usine dans le processus productif (également appelée « refonte des chutes neuves »).

Parmi les applications contenant les plus fortes proportions de cuivre et présentant le potentiel de recyclage le plus élevé, on peut citer les câbles, les canalisations, valves et raccords, les toitures et bardages cuivre, les moteurs industriels, l’équipement ménager, ainsi que l’équipement informatique et électronique.
Une hausse de 134 % de la demande depuis 1970[réf. nécessaire], associée aux importantes fluctuations du prix de la matière première, font du recyclage du cuivre un complément indispensable à la production primaire. Outre l’argument environnemental, la disponibilité du cuivre recyclé à des prix compétitifs constitue aujourd’hui une nécessité économique et une partie essentielle de la chaîne de valeur du cuivre.
Selon l'Ademe (mars 2024), la quasi-totalité des déchets métalliques en France (acier, aluminium, cuivre) sont recyclés, c'est-à-dire collectés, préparés et réincorporés dans un nouveau cycle de production, mais la France ne dispose pas d'une vraie filière d'affinage sur le sol français. Le cuivre collecté en France est exporté vers l'Allemagne, la Belgique ou l'Espagne et en Chine. 
Dans le Pas-de-Calais, une joint-venture Recycâbles (Groupe Suez à 64%, et Nexans [anciennement anciennement Alcatel Câble] à 36% récupérait en 2024 environ 30 000 t/an de câble transformé en 15 000t de grenaille ensuite fondue à Lens chez Nexans à Lens; avec le projet de récupérer 80 000t/an de Cu par an. Le plastique des déchets de câble est partiellement valorisé pour fabriquer des dallages de sol. 

Production de cuivre en 2005.

### Quelques données économiques

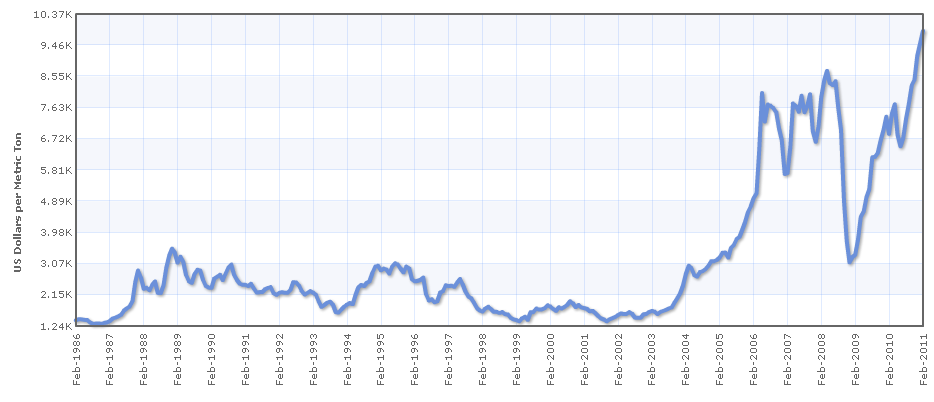
Prix du cuivre 2003–2011 en USD/t.

- Début 2022, le cours du cuivre était à environ 9 000 €/t, en forte hausse par rapport à 2020, son cours ayant oscillé entre 4500 et 6500 €/t entre 2012 et 2020.
- Les plus importantes sociétés productrices de cuivre sont la compagnie nationale chilienne Codelco, puis l'américain Freeport-McMoRan, l'anglo-australien Rio Tinto et l'anglo-suisse Xstrata.
- Le cuivre, ses contrats à terme et ses options se négocient sur trois bourses des métaux à travers le monde : le London Metal Exchange (LME), la Comex, marché des métaux du Nymex (New York Mercantile Exchange), et le SHME (Shanghaï Metal Exchange). À Londres, le cuivre est négocié en lots de 25 t et coté en dollars américains par tonne. À New York, il est négocié en lots de 25 000 livres et coté en cents américains par livre. À Shanghai, il est négocié en lots de 5 t et coté en yuans par tonne[28].
- À la suite de la crise de 2008-2009, le cuivre, qui cotait 9 000 $/t en juillet 2008 à Londres, a plongé à un plus bas de 2 800 $/t fin 2008, puis repris 140 % en 2009 et atteint 8 501 $/t en octobre 2010[94].
- Le recyclage primaire a gagné 20 % en cinq ans dans le monde, puis a chuté de 2,6 % à la suite de la crise de 2008 (par rapport à 2007), en raison d'une moindre refonte des « chutes neuves[95] ».
- Le recyclage secondaire a augmenté de 3 % en 2008 dans le monde (soit + 49 % de 2002 à 2008)[95] (pour 23,5 Mt utilisées dans le monde en 2008, ce qui correspond à une consommation ayant cru de 140 % depuis 1976, les besoins ont augmenté de 140 %. 2 Mt ont ainsi été recyclées en 2005, soit 13 % de la production totale de ce métal.
- Les ferrailleurs participent pleinement au recyclage en rachetant les anciens métaux et déchets de métaux aux particuliers et entreprises. En 2015, le cours de cuivre au rachat varie de 4 à 5 €/kg en France[96].
- L'Europe (en incluant la Russie) serait le premier utilisateur mondial de cuivre recyclé, avec plus de 40 % de sa consommation[95], et serait la région ou la proportion de cuivre recyclé a progressé (passant de 41,3 % en 2007 à 43 % en 2008), avec 2,5 Mt de cuivre recyclées utilisées en 2008[95].
- Les derniers chiffres indiquent, selon l'ICSG[97], que plus du tiers des besoins mondiaux et 42 % des besoins européens proviennent du recyclage en 2009. Ce taux atteint même 70 % dans la construction. La Chine est le premier producteur de cuivre de recyclage secondaire[28].
- De 1967 et 1988, les gros pays producteurs de cuivre s’étaient regroupés au sein d’un consortium : le CIPEC. Créé et dissous à l’initiative du Chili, le Conseil intergouvernemental des pays exportateurs de cuivre (CIPEC) représentait environ 30 % du marché mondial de cuivre, et plus de 50 % des réserves mondiales connues.
- En 2020, l'Europe est exportatrice de cuivre, d'après la Direction générale des Douanes et Droits indirects ; le prix moyen à l'export et à l'import était respectivement de 2 232 et 5 598 €/t[98].
- En mai 2021, le cours du cuivre atteint un niveau record avec une tonne s'échangeant à plus de 10 300 dollars sur le London Metal Exchange (LME), tiré par la reprise consécutive à la pandémie de Covid-19 en 2020[99].

## Histoire

### Néolithique
Le cuivre est, avec l'or, le premier métal à avoir été utilisé par l'Homme, dès le Ve millénaire av. J.-C., parce qu'il fait partie des rares métaux qui se trouvent naturellement en tant que minéral pur, sous une forme native. Il est probable que l’or et le fer météorique étaient les seuls métaux utilisés par l’Homme avant la découverte du cuivre. Il est a ce titre très étudié en archéométallurgie.
Sur le site de Tell Qaramel en Syrie, une pépite de cuivre polie transformée en perle ornementale datant du Xe millénaire av. J.-C., a été trouvée et est la plus ancienne pièce en cuivre connue des archéologues.
Dans les Balkans, les archéologues retrouvent communément des pingen ou fosses minières de 20 à 25 m de profondeur pour extraire le cuivre dont le creusement à partir de la surface peut être daté avant le IVe millénaire av. J.-C. Le grain d'un collier en cuivre, mis au jour en Grèce, remonte à 4700 av. J.-C. Mais des objets des environs de l'ancienne Mésopotamie ou actuelle Irak datant du IXe millénaire av. J.-C. ont été aussi mis au jour.[réf. souhaitée]
On a retrouvé des traces de fusion du cuivre, dues au raffinage de celui-ci à partir de composés simples comme l’azurite et la malachite, datant d'environ 5 000 ans avant notre ère. Parmi les sites archéologiques d’Anatolie, Çatal Höyük (environ 6000 av. J.-C.) recèle des artefacts en cuivre et des couches de plomb fondu, mais pas de cuivre fondu. Le plus ancien artefact en cuivre fondu découvert (un ciseau en cuivre du site chalcolithique de Prokuplje, en Serbie) date de 5500 av. J.-C. Un peu plus tard, le peuple de Can Hasan (environ 5000 av. J.-C.) a laissé des traces de l'utilisation de cuivre fondu.
Les sites métallurgiques des Balkans semblent avoir été plus avancés que ceux d’Anatolie. Il est donc assez probable que la technique de fusion du cuivre prenne son origine dans les Balkans.
On utilisait par ailleurs le moulage à la cire perdue vers 4500 à 4000 av. J.-C. en Asie du Sud-Est.
Quant aux débuts de l'exploitation minière, des sites miniers d'Alderley Edge dans le Cheshire, Royaume-Uni, ont été datés par le carbone 14 et remonteraient à 2280 et 1890 av. J.-C..

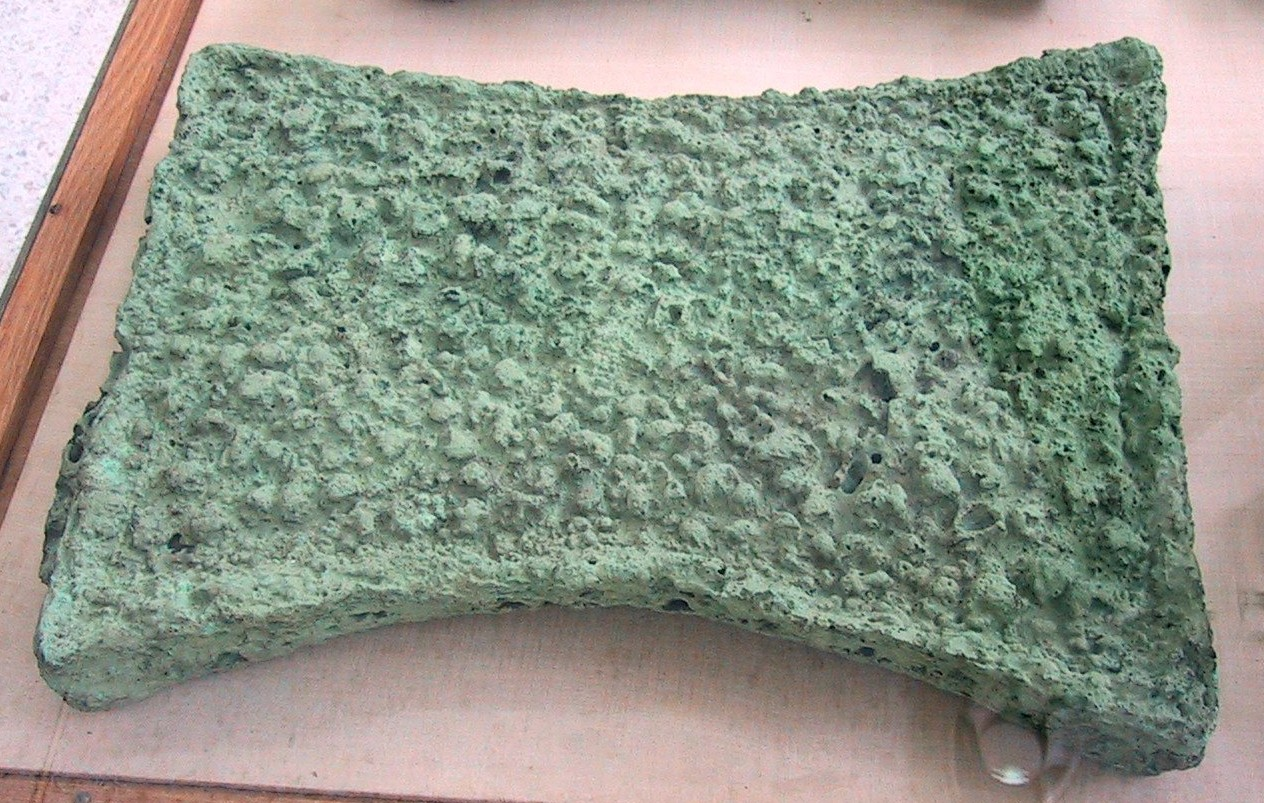
Cette pièce en cuivre corrodée provenant de Zakros, Crète, a la forme d’une peau d’animal, typique de cette époque.

La métallurgie du cuivre semble s’être développée indépendamment dans plusieurs parties du monde. En plus de son développement dans les Balkans vers 5500 av. J.-C., elle s’était développée en Chine avant 2800 av. J.-C., dans la Andes autour de 2000 av. J.-C., en Amérique centrale vers l’an 600 et en Afrique occidentale vers l'an 900 avant notre ère. On le trouve de manière systématique dans la civilisation de la vallée de l’Indus pendant le IIIe millénaire avant notre ère. En Europe, Ötzi, une momie masculine bien conservée datant de la période du Chalcolithique (4 546 ± 15 ans BP avant calibration) été retrouvée accompagnée d’un fer de hache en cuivre pur à 99,7 %. Des concentrations élevées d’arsenic trouvées dans sa chevelure font penser qu’il travaillait à la fusion du cuivre. Au fil des siècles, l’expérience acquise en métallurgie du cuivre a aidé au développement de celle des autres métaux ; par exemple, la connaissance des techniques de fusion du cuivre a conduit à la découverte des techniques de fusion du fer.

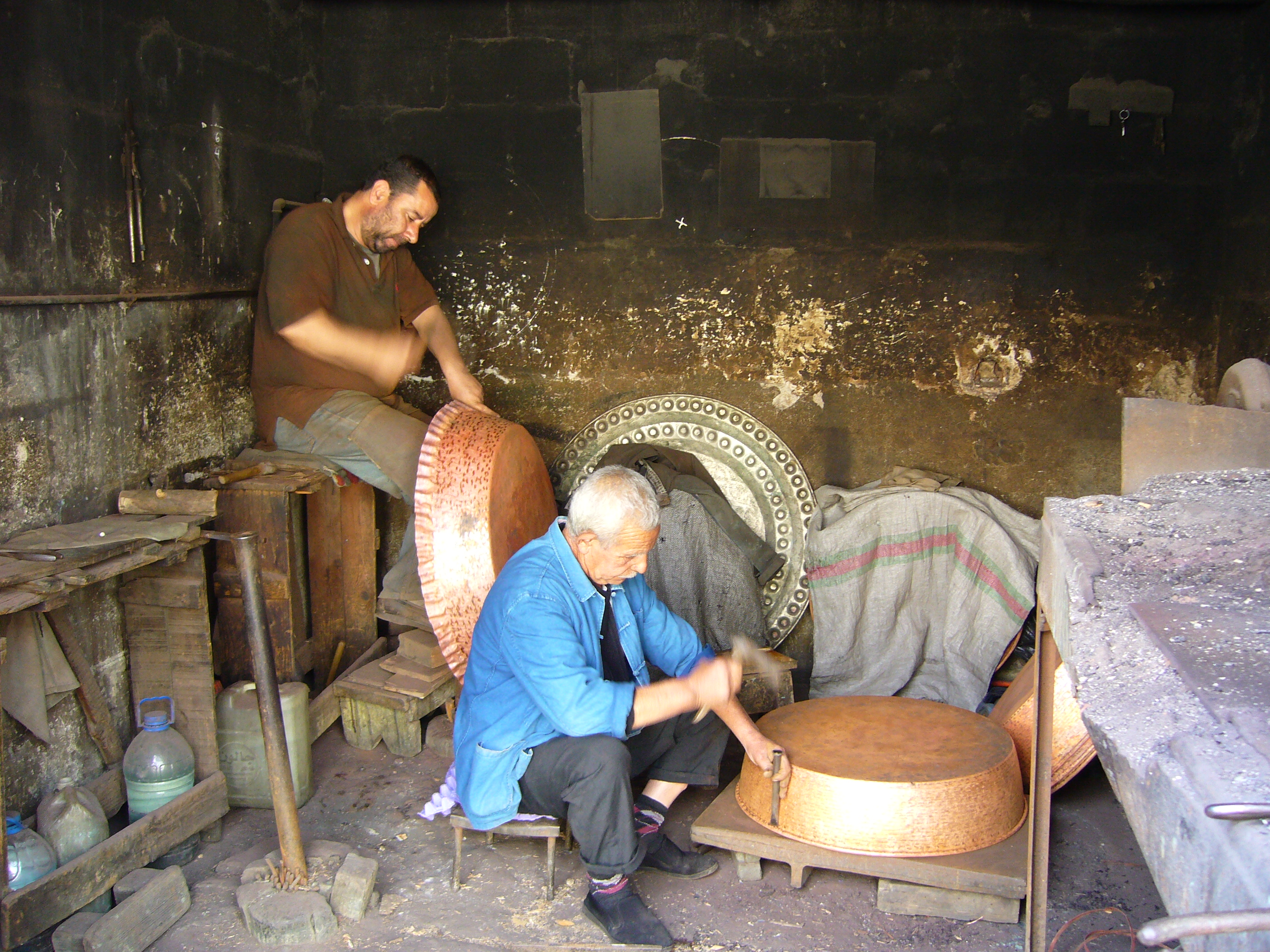
Martelage traditionnel du cuivre.

Sur le continent américain, la production dans le Old Copper Complex, situé dans le Michigan et le Wisconsin actuels, date d’environ 6000 à 3000 av. J.-C..
Certains ouvrages affirment que les anciennes civilisations américaines, telles que les Mound Builders, connaissaient une méthode de trempe du cuivre qui n’a toujours pas été redécouverte. Selon l’historien Gerard Fowke, il n’existe aucune preuve d’un tel « savoir-faire perdu » et la meilleure technique connue pour durcir le cuivre à cette époque était le battage.

### Âge du cuivre
Les environs lointains de l'île de Chypre attestent avant cette période d'un commerce important du cuivre extrait de l'île.
En Europe occidentale, on situe l'âge du cuivre ou Chalcolithique, entre 3200 et 2000 environ av. J.-C., suivant les régions (Italie, Suisse, Alpes, Cévennes, Espagne et Portugal). Cette période technologique est bien plus ancienne à l'est de la Méditerranée. Des objets en cuivre datant de 8700 av. J.-C. ont été retrouvés au Moyen-Orient. C'est le cas d'un pendentif en cuivre retrouvé au nord de l’actuel Irak.

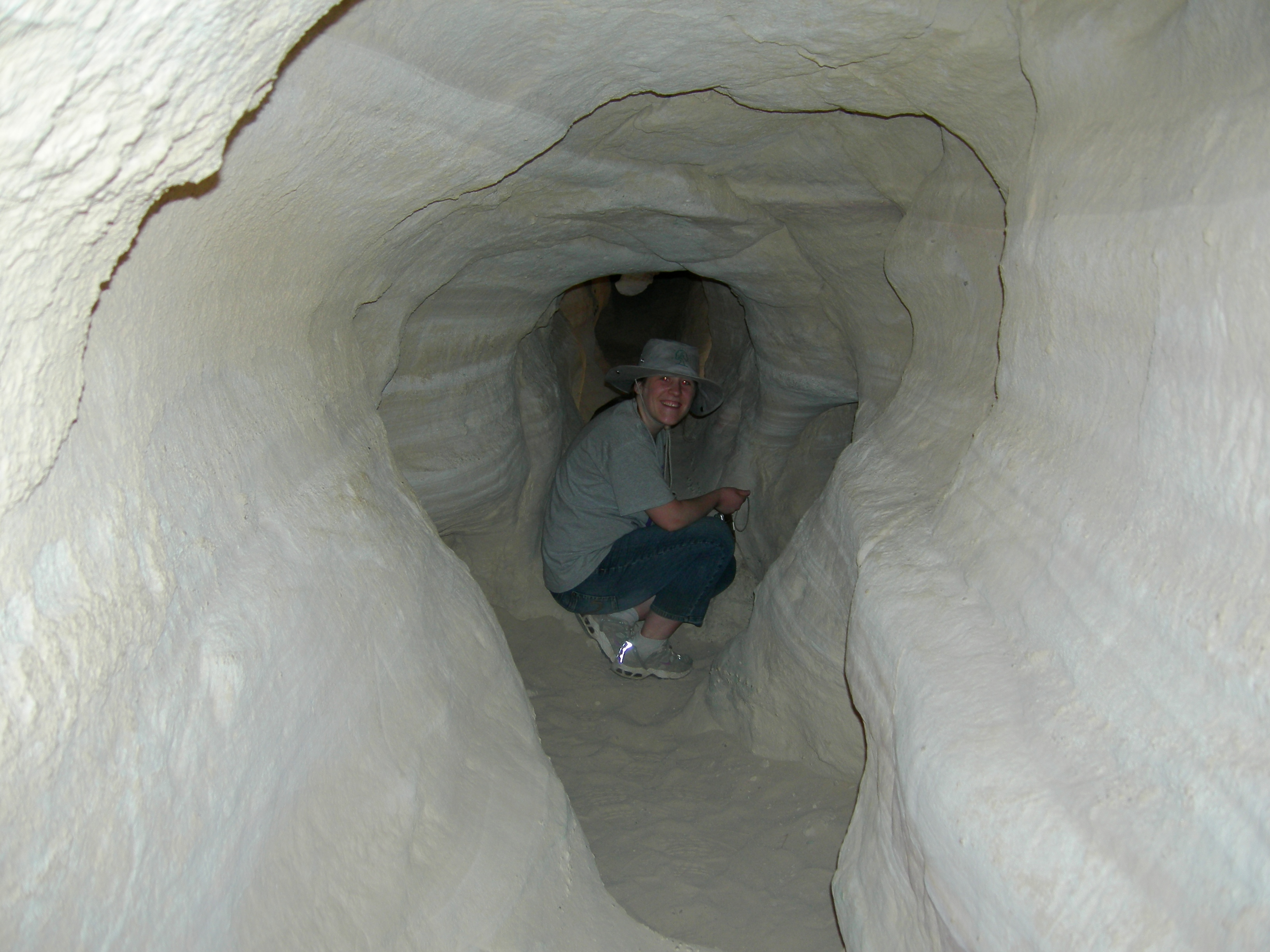
Mine de cuivre au chalcolithique, vallée de Timna, désert du Néguev, Israël.

La période de transition, dans certaines régions, entre la période précédente (Néolithique) et l’âge du bronze a été nommée « chalcolithique » (« pierre-cuivre »), certains outils en cuivre très pur étant utilisés en même temps que les outils de pierre.

### Âge du bronze
Le fait d’allier artificiellement du cuivre avec de l’étain ou du zinc, d'abord par traitement de leurs minerais intimement associés, puis par traitement de mélange raffiné de minerais choisis, puis par fusion de métaux déjà préalablement obtenus et pesés, pour obtenir, selon notre conception moderne, du bronze ou du laiton se pratique 2 300 ans après la découverte du cuivre lui-même. Ce qui a amené précocement les peuples de l'Europe centrale à un art maîtrisé du martelage de grande feuille de bronze.
Les artefacts de cuivre et de bronze provenant des cités sumériennes datent de 3000 av. J.-C., et les objets égyptiens en cuivre et en alliage cuivre-étain sont à peu près aussi anciens. L’utilisation du bronze s’est tellement propagée en Europe autour de 2500 à 600 av. J.-C. que cette période a été nommée « âge du bronze ». Les lingots de bronze servent vraisemblablement d'unités monétaires dans le monde méditerranéen. Comme le minerai de cuivre, sans être abondant, mais parfois concentré en certains sites, n'est pas rare, le contrôle des ressources d'étain, nettement plus rares et aux lieux d'exploitation restrictifs, est devenu crucial. D'où la recherche par les marchands et marins-négociateurs des terres ou îles légendaires qualifiées de Cassitérides.
Au XIIIe, les navires de commerce, non dépourvus de ponts étanches, transportent souvent plus de deux cents lingots de bronze en Méditerranée orientale.

### Antiquité et Moyen Âge
En Grèce, le nom donné à ce métal était χαλκός / khalkós ; selon Pline l'Ancien d’après Théophraste, couler le cuivre et le tremper sont des inventions d'un Phrygien nommé Délas. Le cuivre constituait, pour les Romains, les Grecs et d’autres peuples de l’Antiquité une ressource importante. À l’époque romaine, il était connu sous le nom d’aes Cyprium (aes étant le terme latin générique désignant les alliages de cuivre tels que le bronze et les autres métaux, et cyprium parce que, puisque la plus grande partie venait de Chypre, le monde hellénique désignait ainsi ce métal rougeâtre et ses composés notables. Ensuite, on simplifia ce terme en cuprum, d’où le nom anglais copper. Dans la mythologie et l’alchimie, le cuivre était associé avec la déesse Aphrodite (Vénus), du fait de son éclat brillant, de son utilisation ancienne pour la production de miroirs, et de son association avec Chypre, île consacrée à la déesse. En astrologie et en alchimie, les sept corps célestes connus des anciens étaient associés à sept métaux également connus dans l’Antiquité, et Vénus était associée au cuivre.

#### Laiton
Le laiton (alliage cuivre-zinc) était aussi connu nominalement des Grecs, mais ne vint compléter le bronze de manière significative que sous l’Empire romain. Le premier usage connu du laiton, en Grande-Bretagne, date du IIIe au IIe siècle av. J.-C. En Amérique du Nord, l’extraction du cuivre commença avec une métallurgie marginale pratiquée chez les Amérindiens. On sait que le cuivre natif était extrait de sites sur l’Isle Royale à l’aide d’outils primitifs en pierre entre 800 et 1600. L’industrie du cuivre était florissante en Amérique du Sud, en particulier au Pérou, vers le début du premier millénaire de notre ère. La technologie du cuivre a progressé plus lentement sur d’autres continents. Les réserves de cuivre les plus importantes en Afrique sont situées en Zambie. Des ornements funéraires en cuivre datant du XVe siècle ont été découverts, mais la production commerciale de ce métal n’a pas commencé avant le début du XXe siècle. Il existe des artefacts australiens en cuivre, mais ils n’apparaissent qu’après l’arrivée des Européens ; la culture aborigène ne semble pas avoir développé sa métallurgie. Vital pour le monde métallurgique et technologique, le cuivre a également joué un rôle culturel important, en particulier dans la monnaie. Les Romains, entre le VIe et le IIIe siècle av. J.-C. se servaient de morceaux de cuivre comme monnaie. Au début, on ne prenait en compte que la valeur du cuivre lui-même, mais progressivement, la forme et l’apparence de la monnaie de cuivre devinrent prépondérants. Jules César avait sa propre monnaie, faite d’un alliage cuivre-zinc, alors que les monnaies d’Octave étaient réalisées en alliage Cu-Pb-Sn. Avec une production annuelle estimée d’environ 15 000 tonnes, les activités romaines en termes d’extraction et de métallurgie du cuivre avaient atteint une échelle qui n’a été dépassée qu’à l’époque de la révolution industrielle ; les provinces dans lesquelles l’activité minière était la plus importante étaient l’Hispanie, Chypre et l’Europe centrale,.
Les portes du Temple de Jérusalem étaient en bronze corinthien, obtenu par dorure par appauvrissement. Le bronze corinthien était prisé à Alexandrie, où certains pensent que l’alchimie a pris naissance. Dans l’Inde ancienne (avant 1000 av. J.-C.), le cuivre était utilisé en médecine holistique ayurvédique pour la fabrication d’instruments chirurgicaux et autres équipements médicaux. Les anciens Égyptiens (environ 2400 av. J.-C.) se servaient du cuivre pour stériliser les blessures et l’eau de boisson, puis plus tard (environ 1500 av. J.-C.) pour soigner les maux de tête, les brûlures, et le prurit. Hippocrate (environ 400 av. J.-C.) se servait du cuivre pour soigner les ulcères variqueux des jambes. Les anciens Aztèques combattaient les atteintes à la gorge par gargarisme composé de divers mélanges à base de cuivre.
Le cuivre est également présent dans certaines légendes et histoires, telles que celle de la « pile de Bagdad ». Des cylindres de cuivre, soudés au plomb, datant de 248 av. J.-C. à 226 apr. J.-C., ressemblent à des éléments de pile, conduisant certaines personnes à penser qu’il s’agissait peut-être de la première pile. Cette affirmation n’a, à l’heure actuelle, pas été confirmée.
La Bible fait également allusion à l’importance du cuivre : « Il existe, pour l’argent, des mines, pour l’or, des lieux où on l’épure. Le fer est tiré du sol, la pierre fondue livre du cuivre. » (Job 28:1–2) [NdT : traduction de la Bible de Jérusalem].
Une statue en bronze d'un temple de Nara au Japon, représentant un grand bouddha, représenterait une fabrication par coulée, en 749, de presque 16 mètres de haut et impliquant 400 tonnes de matière.
En 922, les mines cuprifères de Saxe, en particulier le secteur de Frankenberg, font la prospérité de la lignée d'Henri, souverain saxon du royaume de Francie orientale.
La fabrication par cémentation connue dès l'Antiquité s'est maintenue au Moyen Âge.

### Époque moderne
La grande montagne de cuivre de Falun était une mine située en Suède, qui a fonctionné pendant un millénaire, du Xe siècle à 1992. Au XVIIe siècle, elle produisait environ les deux tiers des besoins européens et permit, à cette époque, de financer une partie des guerres menées par la Suède. Le cuivre était considéré comme trésor national ; la Suède possédait une monnaie (papier) garantie par du cuivre.
Tout au long de l’histoire, l’utilisation du cuivre dans le domaine de l’art s’étendit bien au-delà de la monnaie. Il a été utilisé par les sculpteurs de la Renaissance, dans la technique pré-photographique connue sous le nom de daguerréotype, et pour la statue de la Liberté. Le placage et le doublage en cuivre des coques de navires étaient largement répandus. Les navires de Christophe Colomb furent parmi les premiers à bénéficier de cette protection. La Norddeutsche Affinerie de Hambourg fut la première usine galvanoplastique, dont la production a commencé en 1876. Le scientifique allemand Gottfried Osann inventa la métallurgie des poudres et l’appliqua au cuivre en 1830 en déterminant le poids atomique de ce métal. Par ailleurs, on découvrit également que le type et la quantité de métal d’alliage (ex. : étain) affectait la sonorité des cloches, ce qui a entraîné la fonderie de cloches. La fusion éclair a été développée par Outokumpu en Finlande et fut appliquée pour la première fois à l’usine de Harjavalta en 1949. Ce processus économe en énergie fournit 50 % de la production mondiale de cuivre brut.
Une fraction de communautés rurales, souvent à l'origine des fundi gallo-romains, se sont spécialisées dans le travail des métaux, en particulier pour les chaudrons et ustensiles en cuivre vendus au foire de printemps et d'automne. Ainsi le musée de Durfort dans la montagne Noire rappelle cette activité.
Les banquiers et financiers Fugger ont construit un monopole marchand sur la ressource en cuivre autour des années 1500. À cette époque les canons sont essentiellement coulés en bronze.

### Époque contemporaine
À la fin du XIXe siècle, le sous-oxyde Cu2O et le carbonate CuCO3 sont des minerais massivement exportés en Europe par le Pérou, le Chili et l'Oural russe. La France dans la mouvance de l'économie maritime anglo-saxonne préfère importer d'Amérique latine, Pérou et Chili. Ces minerais sont traités au voisinage des ports de réception, par fusion avec du charbon dans des fours à cuve. La réaction pour l'obtention de cuivre métal plus ou moins impur, parfois appelé « cuivre de rosette », implique un dégagement de dioxyde de carbone.
Cu(CO3·Cu(OH)2 minerai ou vert-de-gris + C charbon de bois → 2 Cu métal impur + 2 CO2 gaz + H2O vapeur d'eau
Il s'agit d'une voie de facilité, car l'autre catégorie de minerais très abondants et encore moins coûteux, du type chalcosine Cu2S ou chalcopyrite ou pyrite cuivreuse à base de sulfure double de cuivre et de fer, Cu2S.Fe2S3 nécessite un long traitement du fait de la rémanence du S et du Fe (parfois Ag). Il
Une oxydation partielle du stock de minerai chalcosine est nécessaire.
Cu2S minerai sulfuré + O2 gaz de l'air → 2 Cu2O oxyde cuivreux
Une fusion à haute température du mélange est ensuite nécessaire, nécessitant un fort chauffage.
2 Cu2O oxyde cuivreux + Cu2S minerai sulfuré → 6 Cu cuivre noir impur (Fe,Ag) (en partie sulfuré) + SO2 gaz
Les pays exportateurs de ces minerais cuprifères soufrés sont l'Angleterre, l'Allemagne, le Mexique, le Chili, la Chine et le Japon. Les mines de Chessy et de Saint-Bel, près de Lyon, dans le département du Rhône, extraient ce type de minerais.
Le sou de 1900, pièce de vingt centimes de la République française, est une pièce de cuivre trouée. Encore en 1990, le cent US ou la pièce d'un ou deux pfennigs est à base de cuivre.
Dans le monde sociologique et économique, le cuivre s’est avéré un élément crucial, du fait essentiellement des conflits impliquant des mines de cuivre. La grève de Cananea de 1906 à Mexico porta sur les problèmes d’une organisation mondiale. La mine de cuivre de Teniente (1904–1951) mit en lumière les problèmes politiques liés au capitalisme et à la structure de classes. La plus grosse mine de cuivre du Japon, la mine d’Ashio, fut le théâtre d’une émeute en 1907. La grève des mineurs de l’Arizona en 1938 fut déclenchée par les problèmes liés au travail des Américains, notamment le droit de grève.

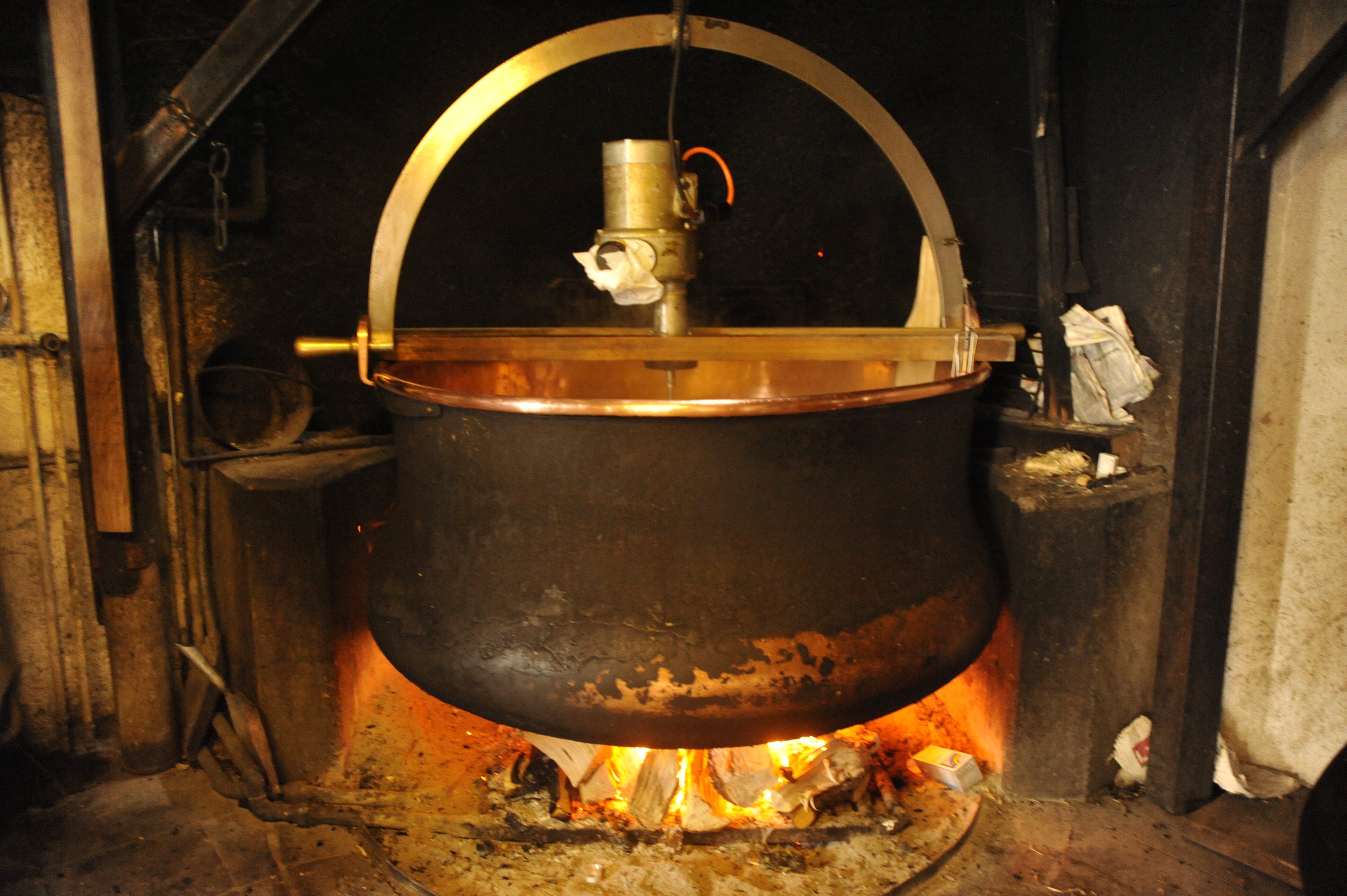
Chaudron-chaudière en cuivre du maître fromager-gruyère.

L'industriel Eugène Secrétan est un acteur-inventeur et témoin de l'évolution des techniques industriels du cuivre.
Le terme français pour désigner une fabrique de cuivre et d'alliages communs de cuivre, tels le maillechort, est « cuivrerie ». Ainsi par exemple la cuivrerie de Cerdon dans l'Ain.

### AuXXIesiècle
Au XXIe siècle, le cuivre est utilisé dans différentes industries, entre autres pour le câble électrique, les tuyaux de plomberie et les supraconducteurs.

## Symbolique alchimique

En Alchimie, le symbole du cuivre, peut-être un miroir stylisé, était également le symbole de la déesse et de la planète Vénus.

Traditionnellement, le cuivre est associé à la planète Vénus. Les alchimistes utilisaient le symbole ♀ pour le représenter. C'est donc un métal associé à la féminité, la jeunesse et l'amour. Des miroirs anciens, symbole de narcissisme, étaient faits de cuivre.

## Régionalisme
- Au Québec, un terme couramment utilisé pour désigner le cuivre est la coppe, francisation de l'anglais copper. Le passé industriel de cette province du Canada a amené les travailleurs d'usine à s'approprier certains termes industriels. Richard Desjardins, chansonnier québécois, y fait référence dans la chanson Et j'ai couché dans mon char. Il souligne alors les variations du prix du cuivre dans les années 1970-1980 en Amérique du Nord : la gang est splittée, c'était rien qu'un époque. Sa valeur est tombée, comme le prix de la coppe.
- Dans le monde hispanique et surtout en Amérique du Sud, on utilise l'expression « sin un cobre » (littéralement « sans un cuivre »), se traduisant chez nous « sans le sou » ou sans argent. L'usage de l'expression se trouve dans certaines monnaies de peu de valeur qui étaient fabriquées en cuivre[124].

## Calendrier
Dans le calendrier républicain, Cuivre était le nom donné au 24e jour du mois de nivôse.